# Rue Sadovaïa
Pour les articles homonymes, voir Sadovaïa.

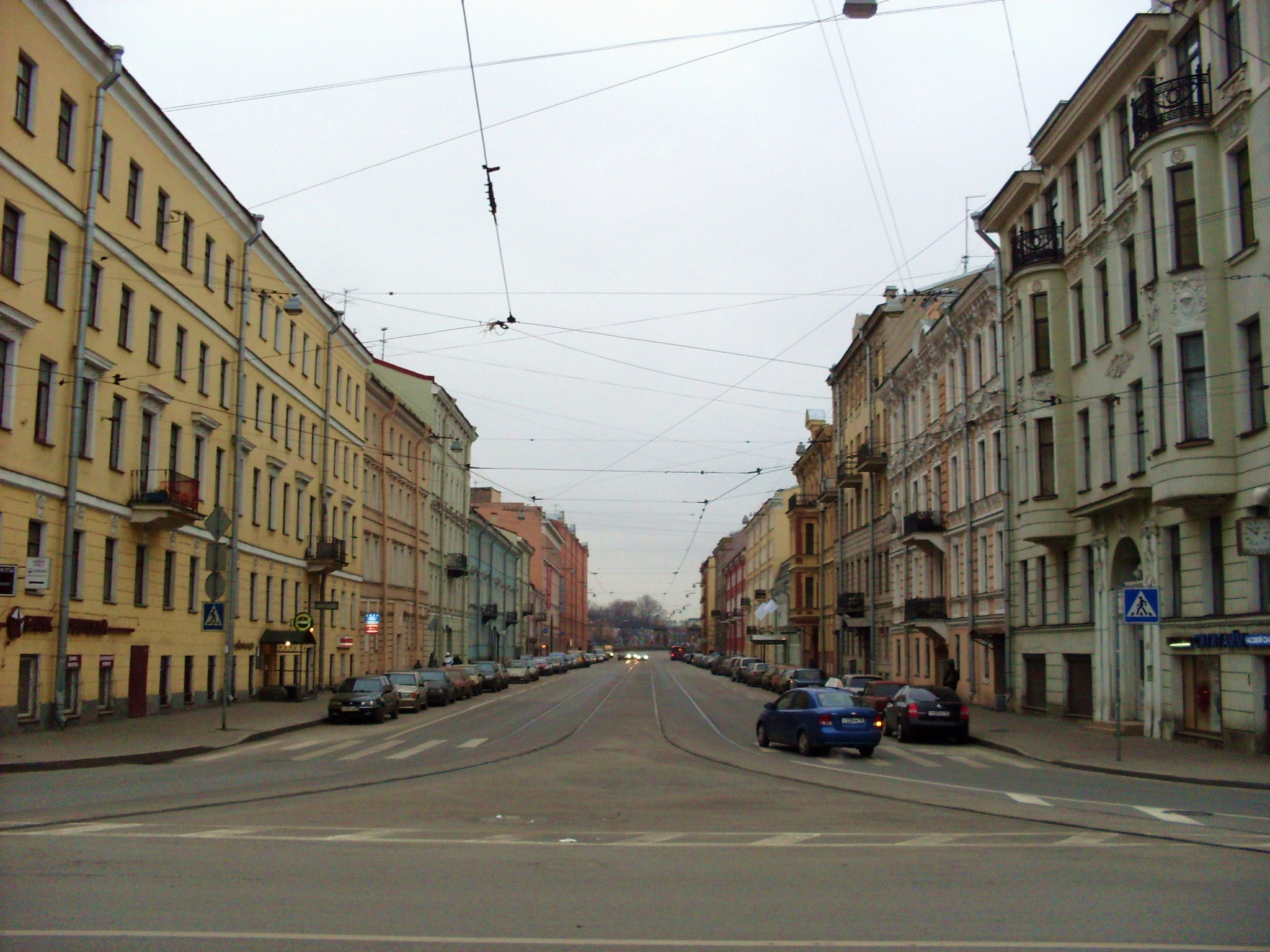
Vue de la rue Sadovaïa

La rue Sadovaïa (Садовая улица, Sadovaïa oulitsa), ou rue des Jardins, est une rue prestigieuse du centre historique de Saint-Pétersbourg. Percée en 1710, elle est bordée d'anciens hôtels particuliers et d'immeubles de rapport. Elle s'étend sur 4 376 mètres.
La rue démarre à l'ouest de la Fontanka, jusqu'à la Moïka, près du jardin d'Été. Des boutiques de luxe ont ouvert dans la partie située près de la place du marché au Foin et de la perspective Nevski. Elle est bordée aussi de marchés historiques, comme le marché Apraxine, le marché au Foin, et le Gostiny Dvor (halle aux marchands).

## Histoire

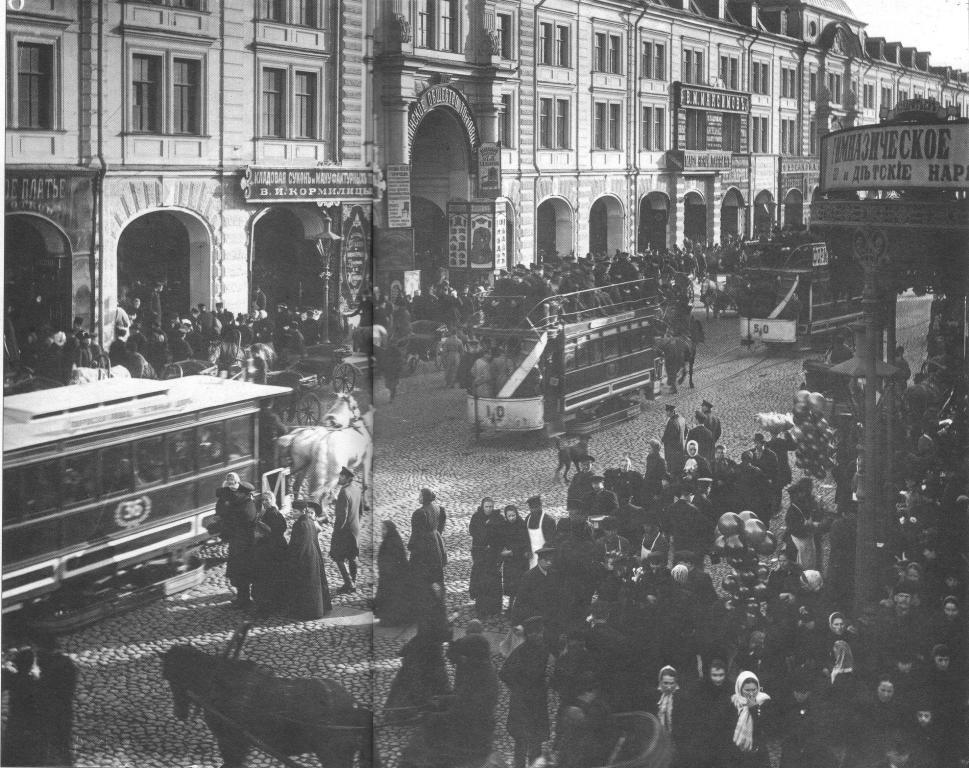
Vue de l'entrée du marché Apraxine, rue Sadovaïa, à la fin du XIXe siècle.

La rue a été percée vers 1710 entre la perspective Nevski et la rue Gorokhovaïa et a été nommée ainsi à cause des grands jardins des hôtels particuliers qui la bordaient. La rue est prolongée dans les années 1730 vers le sud-ouest, traversée de deux places, la place au Foin (décrite par Dostoïevski) et la place Tourguéniev (ancienne place de l'Intercession). C'est alors une rue fort commerçante avec ses marchés. Plus tard, en 1820, la rue des Jardins est encore prolongée au nord vers le champ de Mars. Elle était appelée pour une partie Bolchaïa Sadovaïa (grande rue des jardins) et pour l'autre Malaïa Sadovaïa (petite rue des jardins), jusqu'en 1887, date à laquelle elle s'est appelée simplement Sadovaïa. La partie près des marchés était surtout habitée par des paysans (dont beaucoup de la région de Yaroslavl et des petits bourgeois. Après 1917, les immeubles de rapport sont nationalisés et les appartements divisés en appartements communautaires. Aujourd'hui, les immeubles et les appartements sont réhabilités dans un quartier qui a gardé son cachet historique.

## De la Moïka à la perspective Nevski
- Palais Michel et jardin Michel.
- Musée russe d'ethnographie
- Château des Ingénieurs
- Maison de l'Ordonnance, no 3

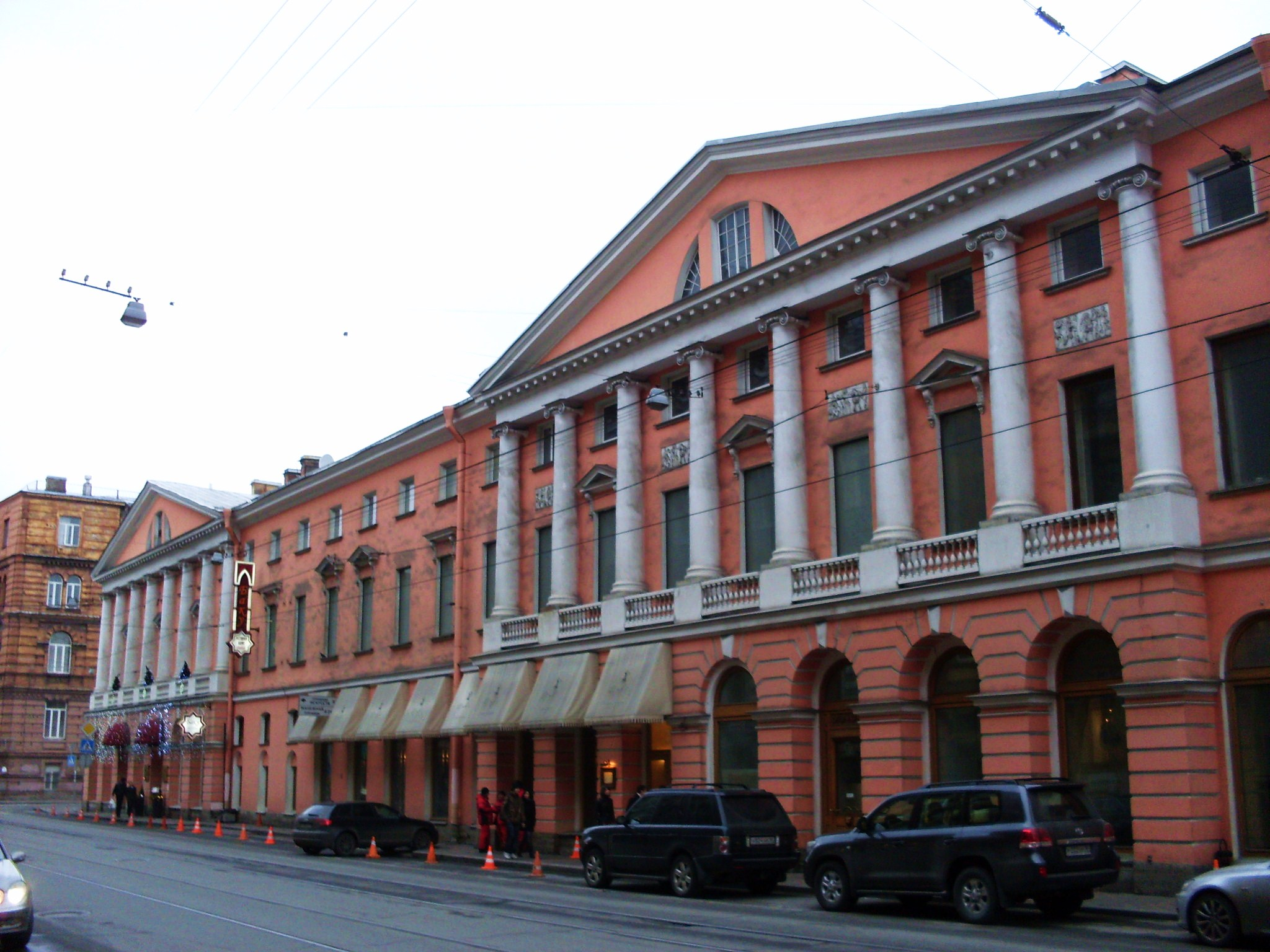
La façade de la Maison aux quatre colonnades.

- Hôtel particulier du ministre de la Guerre, no 4
- Hôtel particulier de la princesse Yakovlev, no 5 (vers 1820, par Carlo Rossi)
- Ancienne caserne du régiment électrotechnique, no 6 (1872-1873)
- Immeuble de rapport Ratkov-Rojnov, no 7 (1883, par Mikhaïl Peterson)
- Dépendance du corps des cadets pour les officiers du corps enseignant, no 8 (1888, par Hauger)
- Caserne du bataillon de sapeurs (1872, par Pokotilov)
- Hôtel Dagmar, no 9-11 (1877, par Vassili Nekora)
- Lycée militaire no 3, au no 10 (1875-1877), aujourd'hui centre d'affaires Senator
- Maison aux quatre colonnades, no 12 (1750-1760, selon les plans d'Alexandre Kokorinov). La façade a été reconstruite en 1809-1810 par Luigi Rusca avec quatre portiques octostyles à colonnade ionique, dont trois donnent sur la rue Sadovaïa. Les façades sont ornées de médaillons et bas-reliefs à thème mythologique. Ce hôtel particulier a été construit pour le comte Ivan Chouvalov, à la place d'un ancien palais du XVIIIe siècle qui abritait la chancellerie secrète. Ce bâtiment est la propriété du ministère des finances au XIXe siècle. L'intérieur est réaménagé dans les années 1850, 1870 et 1880. La compagnie industrielo-commerciale Grigori Beckensohn achète l'immeuble en 1912. Il est alors restauré par Nicolas Lanceray et Alexandre Hausch, on y construit[1] une dépendance en 1914 avec salle de cinéma et un théâtre miniature nommé Pavillon de Paris[2]. On ouvre au rez-de-chaussée un café nommé Empire[2]. Jusqu'en 1917 la rédaction de la revue Famille et école louait des bureaux à l'étage, ainsi que l'administration du syndicat des établissements de crédit de Russie, et une librairie. Tout a été démantelé à la Révolution d'Octobre. On y installe ensuite un établissement de poste et télégraphe, et un théâtre ukrainien (le théâtre communiste ukrainien Chevchenko), et au pavillon de Paris, le théâtre de la Comédie volontaire et le cabaret Bagalantchik. En 1928 le cinéma Capitole ouvre ses portes (devenu cinéma de la jeunesse ouvrière en 1929).

Dans les années 1950-1960, du côté de la rue Sadovaïa, il existait un restaurant d'État nommé restaurant du Nord, devenu restaurant Bakou dans les années 1970, privatisé sous le nom de Shanghaï dans les années 1990 (jusqu'en 2002). Aujourd'hui le rez-de-chaussée est occupé par les restaurants et bars Bakou, Mini, Tsar, et Hippopotame (Béguémot).
- no 13, immeuble de rapport Ramenski, construit en style éclectique en 1874-1876 par Alexandre Chtchédrine, qui appartenait avant la révolution à l'un des propriétaires immobiliers les plus importants de Saint-Pétersbourg. Le magasin d'antiquités Savostine s'y trouvait.
- no 14, maison Borozdine, construite au XVIIIe siècle et reconstruite en 1850 par Boguslaw Heidenreich. Elle appartenait au milieu du XIXe siècle à la riche famille de négociants, Richter, et au début du XXe siècle aux frères Oskar et Johann Schröder, propriétaires de la firme Schröder qui fabriquait des pianos. Une salle de concert se trouvait dans l'hôtel particulier, ainsi qu'un grand magasin de musique. Il appartint ensuite à la famille Dobbert. Il y avait dans les années 1870 une grande librairie, la librairie Tcherkessov qui fut la première à vendre Le capital de Karl Marx. Le poète Demian Bedny vécut ici en 1908. Un théâtre de marionnette ouvrit dans les années 1930.
- no 15, hôtel particulier Koussov, à l'angle de la perspective Nevski. Il fut construit en 1744 pour le marchand Kokouchkine et reconstruit en 1876 par Alexandre Chtchédrine, avec une façade de style éclectique. La maison appartenait alors à la veuve d'un conseiller d'État, A.P. Koussova.

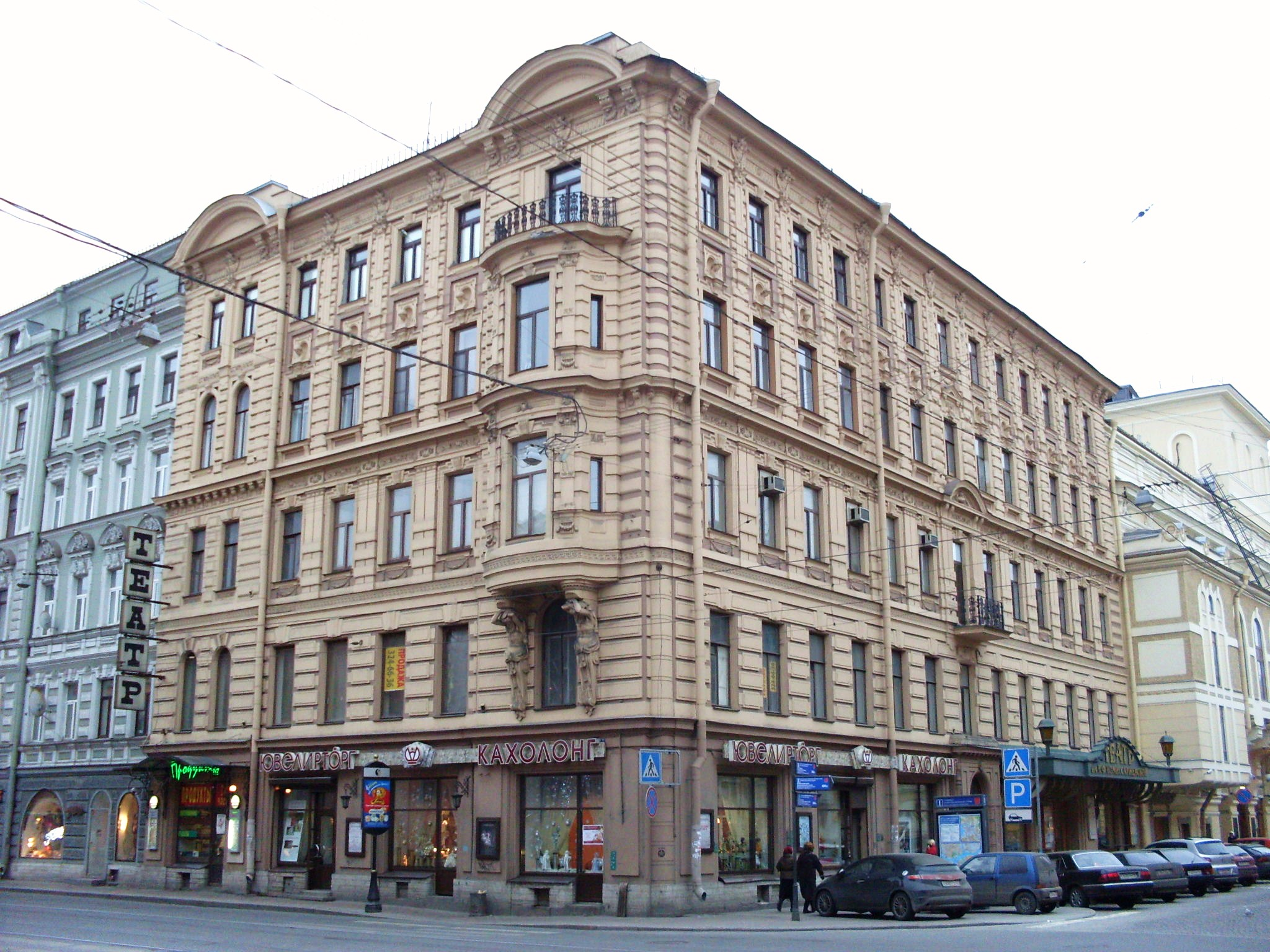
Immeuble no 7
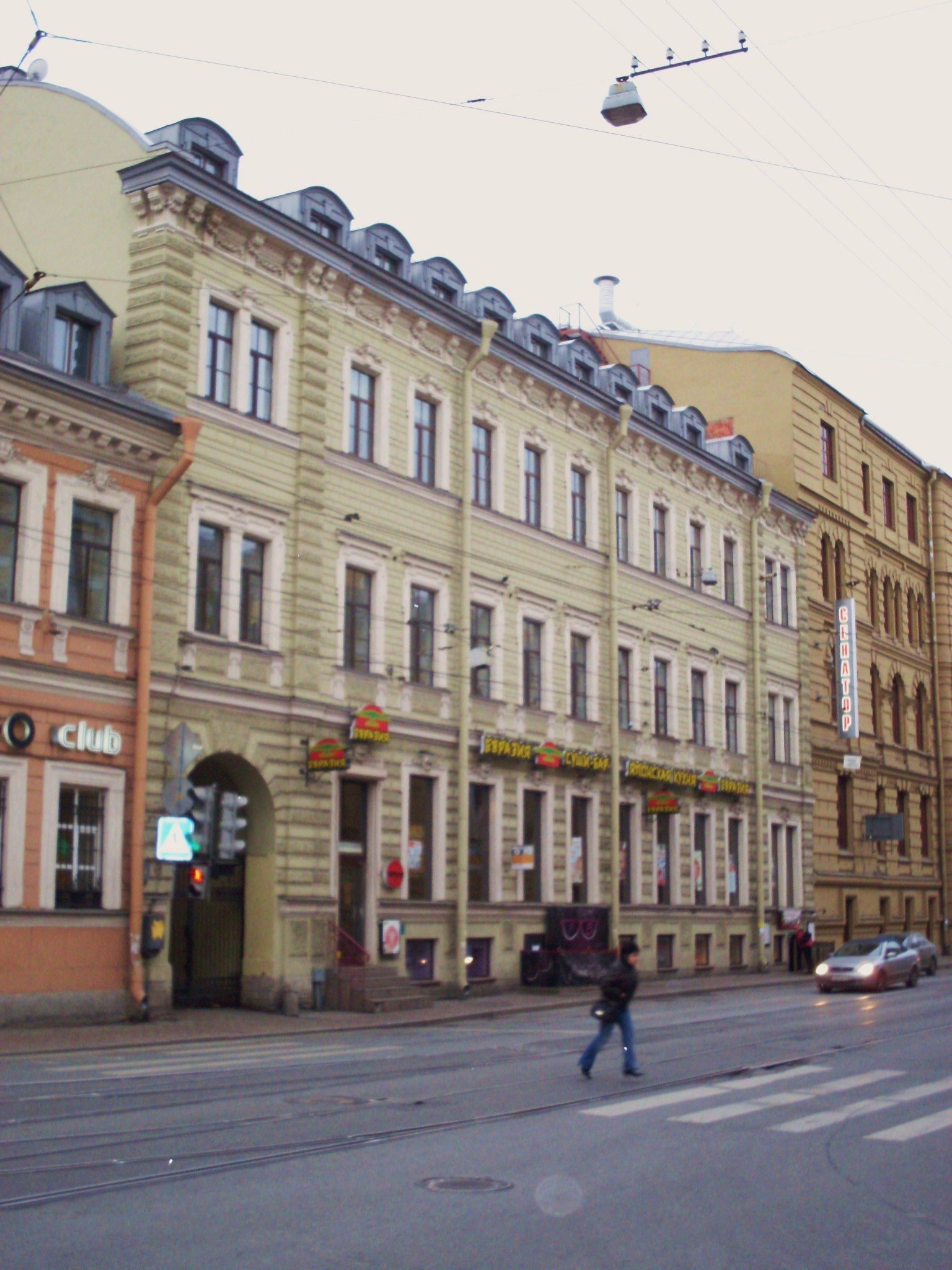
Immeuble du no 8 du Corps des Cadets
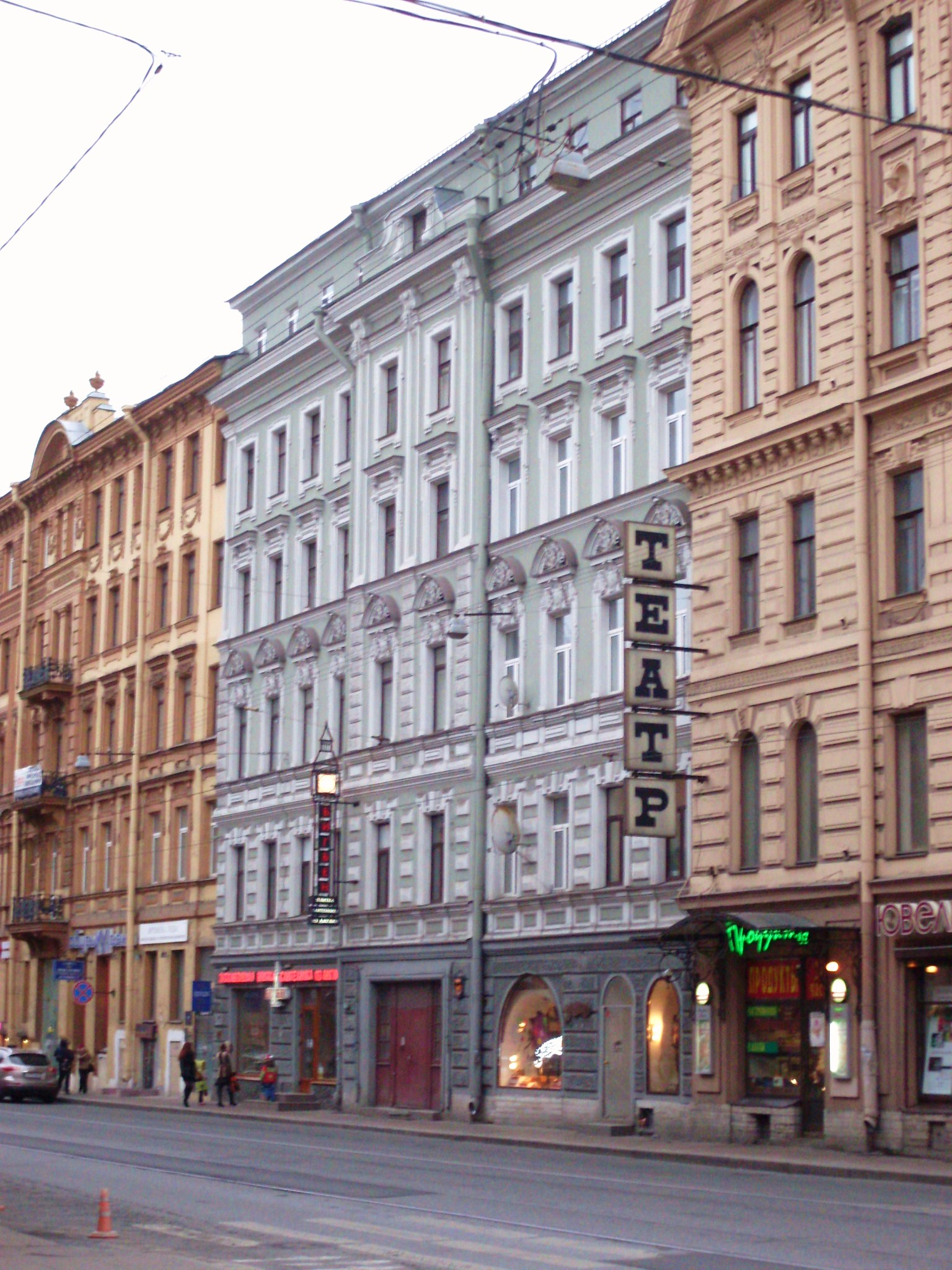
Hôtel Dagmar
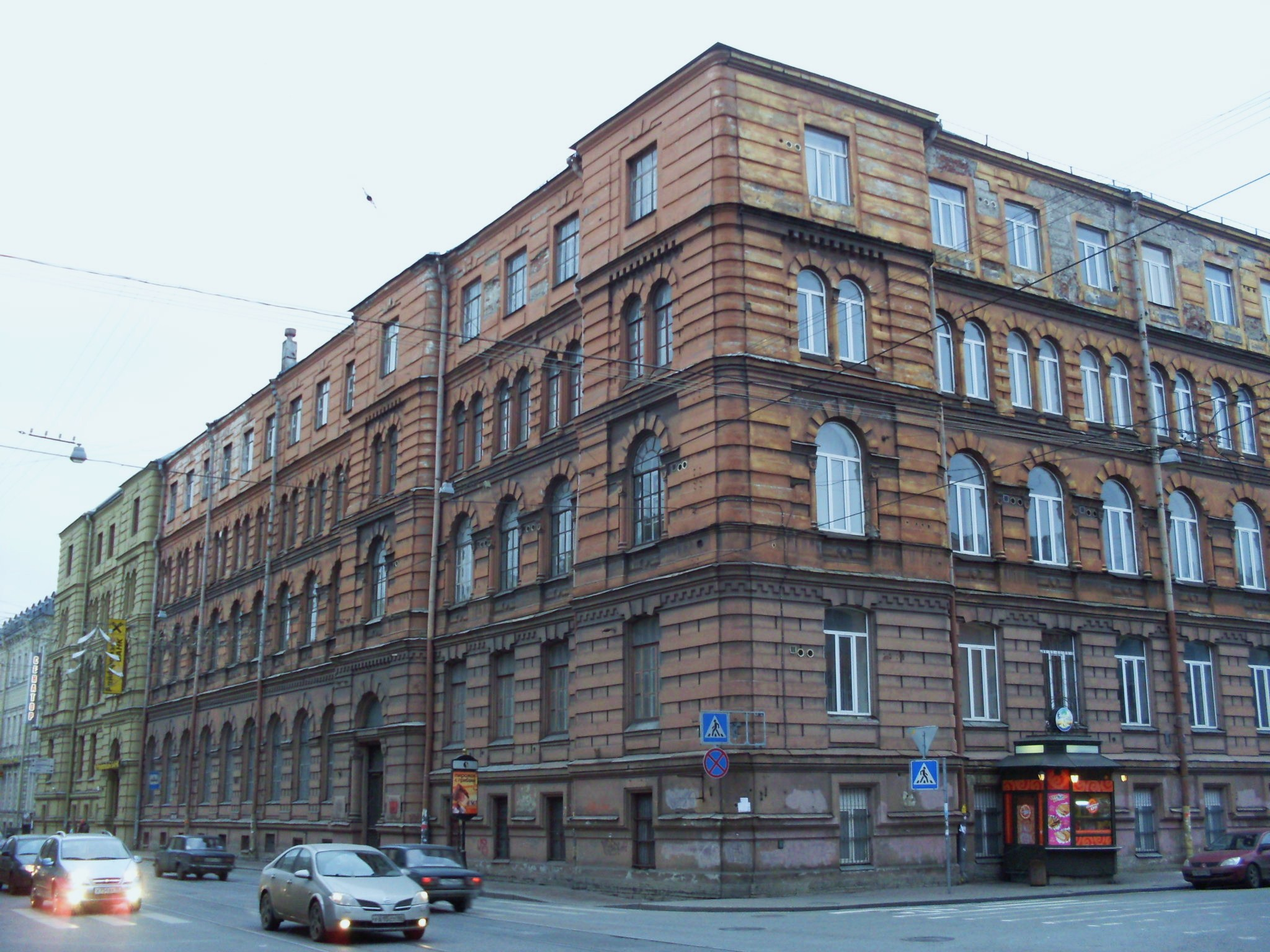
Immeuble no 10, ancien lycée militaire no 3

## De la perspective Nevski à la place au Foin

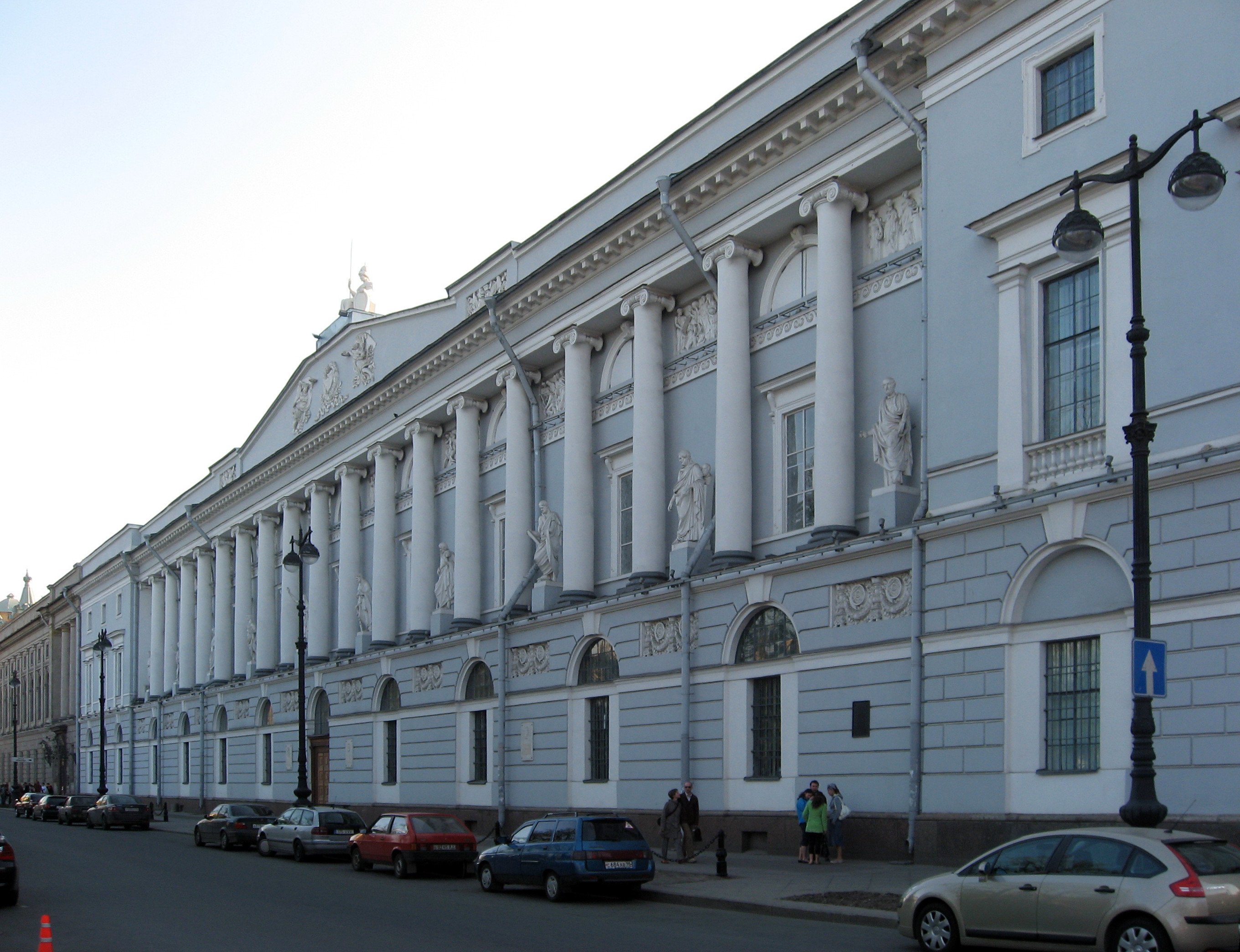
Façade de la bibliothèque nationale russe avec sa colonnade ionique

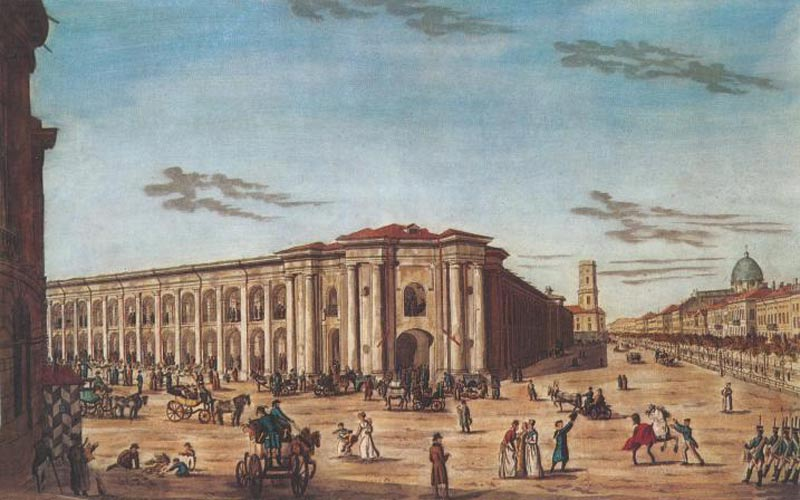
Le Gostiny Dvor en 1815

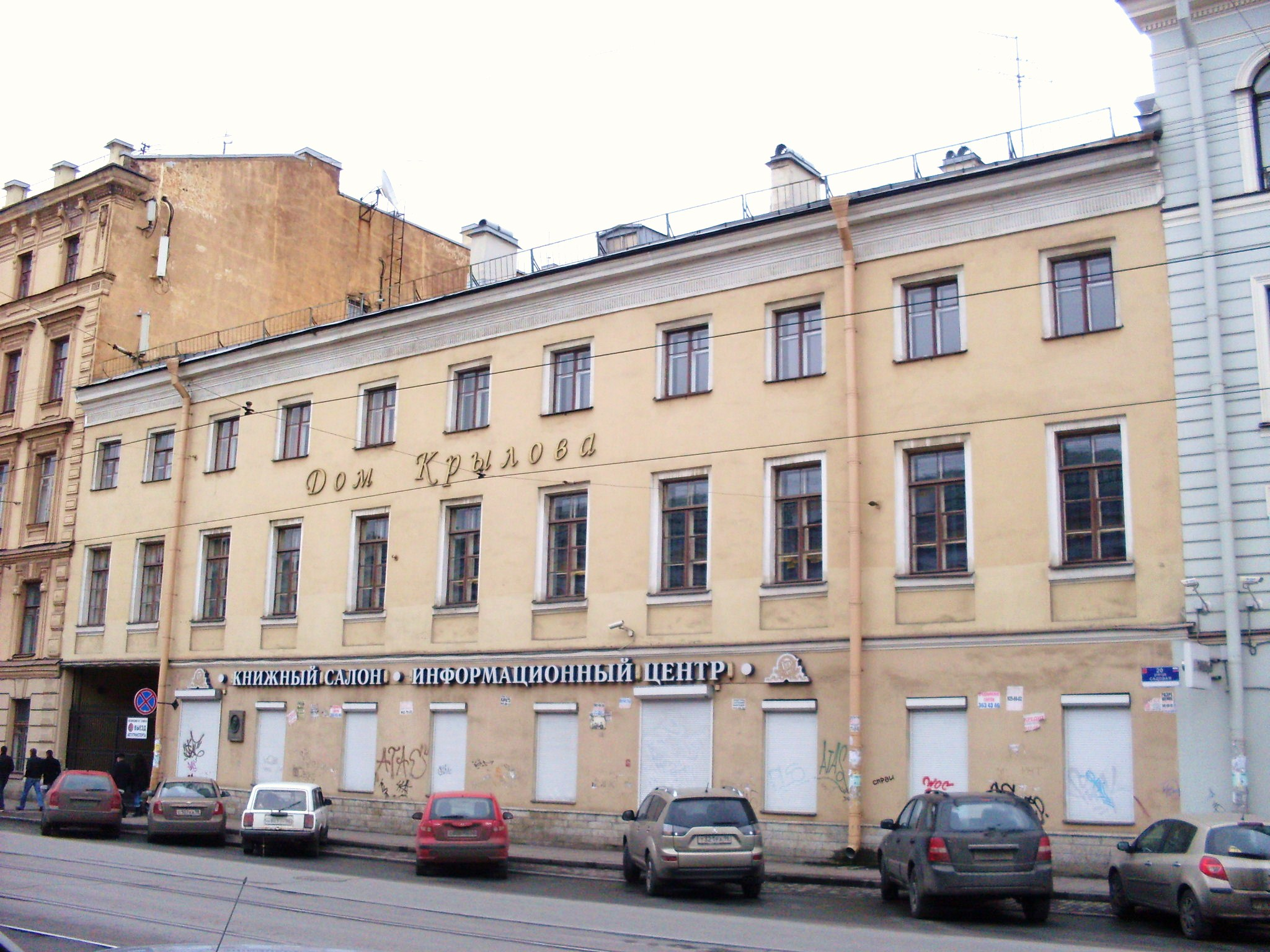
La maison Krylov

- no 16, bibliothèque nationale russe, avec sa longue colonnade, à l'angle de la perspective Nevski, construite par Egor Sokolov (1750-1824) en style néoclassique, inaugurée le 2 (14) janvier 1814. Elle s'appelait bibliothèque Saltykov-Chtchedrine entre 1931 et 1991.
- no 17, Gostiny Dvor, ou halle des marchands, construit par Rastrelli et Vallin de La Mothe dans la seconde moitié du XVIIIe siècle. C'est ici que se trouve la station de métro Gostiny Dvor.
- no 18, immeuble de rapport construit en 1874 par Anton Novitski. Après la Révolution d'Octobre, on y installa le fonds littéraire national et l'administration de la bibliothèque nationale.
- no 19, petit Gostiny Dvor, construit à la fin du XVIIIe siècle, reconstruit entre 1845 et 1850 par Nikolaï Grebenka, et réaménagé une vingtaine d'années plus tard pour installer entre autres des arcades. On y trouvait avant la révolution la grande parfumerie Rallé et compagnie.
- no 20, maison Krylov, en trois corps de bâtiment. Le rez-de-chaussée était loué avant la révolution à une grande librairie et les étages aux employés de la librairie. Ivan Krylov y habita entre 1816 et 1841 au premier étage, et au second étage le poète Mikhaïl Lobanov (1787-1846), ainsi que le poète et traducteur de l'Iliade, Nikolaï Gneditch (1784-1833). Avant la révolution il y avait le magasin de confection Eduard Dichter, une librairie, un magasin de photographe, la maison d'édition Caspari, et la rédaction de la revue Rodina (La Patrie). Il y a toujours une librairie aujourd'hui.
- no 21, ancienne Banque d'État des assignats, construite par Giocomo Quarenghi entre 1783 et 1790, dans le style du Gostiny Dvor avec un portique hexastyle corinthien. La façade est décorée d'un buste de Quarenghi (1967) de Levon Lazarev. Ce bâtiment abrite depuis les années 1930 l'une des dépendances de l'université d'État d'économie et de finances de Saint-Pétersbourg.
- no 22, maison Korovine et Gavrilov, à l'angle de la rue Krylov, construite en style néoclassique à la fin du XVIIIe siècle par un architecte inconnu. C'est débord un immeuble de rapport pour les négociants Korovine et Gavrilov. Une partie est reconstruite et louée au célèbre restaurateur Nementchinski qui ouvrit un restaurant nommé Gostiny Dvor rebaptisé plus tard Luxe. Ce restaurant était fréquenté par les marchands venus faire des affaires au Gostiny Dvor. La maison est reconstruite en 1847 par Hadrien Robin. Le restaurant fait faillite en 1903 et il est acquis par la « compagnie des serveurs et cuisiniers de Saint-Pétersbourg ». En 1910-1911, on construisit une partie supplémentaire et un escalier d'honneur. Le restaurant est nationalisé après la NEP et baptisé restaurant Métropole. C'était un lieu de rencontre prestigieux de la nomenklatura soviétique. Brejnev, Reagan et Jacques Chirac s'y sont rendus. Le restaurant a fermé en 2002, mais une pâtisserie est toujours ouverte au rez-de-chaussée, ainsi que des boutiques de vêtements de luxe.
- no 23, magasin Alfiorov, construit en 1903-1904, à la place d'une maison du XVIIIe siècle, dans le style Art nouveau, par Wilhelm Schaub, avec de grandes vitrines. C'est aujourd'hui un magasin de vêtements, en particulier de robes de mariée.
- no 24, immeuble de rapport Novinski, construit en 1885-1886 par Boris Vesselovski avec des pilastres corinthiens. Au début du XXe siècle, c'était le siège de la firme Vacuum Oil Company[3], société russe par actions spécialisée dans la vente d'huile de moteur pour les automobiles. C'est aujourd'hui un immeuble abritant un dépôt des gravures, estampes, et tableaux du musée de l'Ermitage.

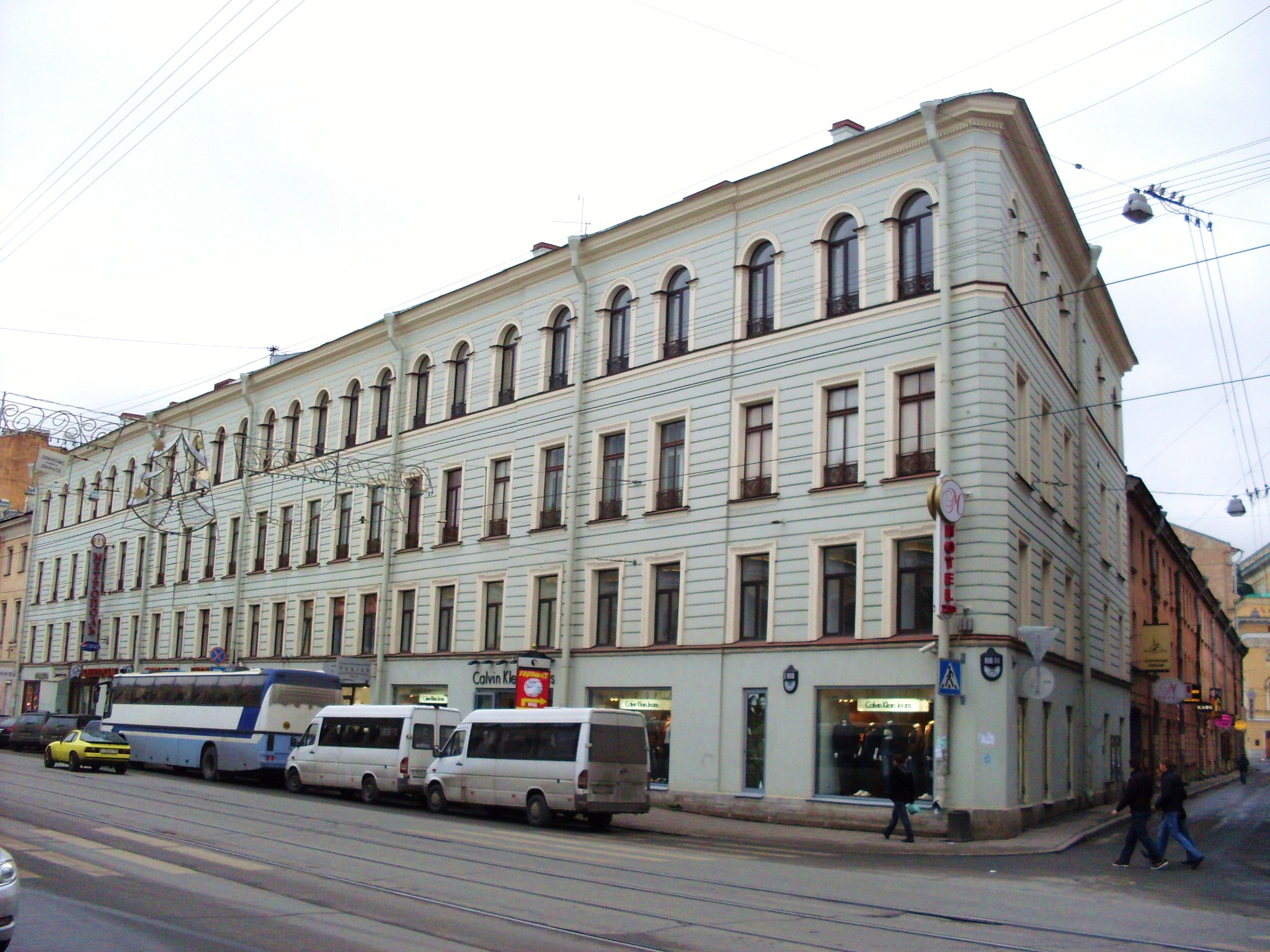
Maison Korovine et Gavrilov
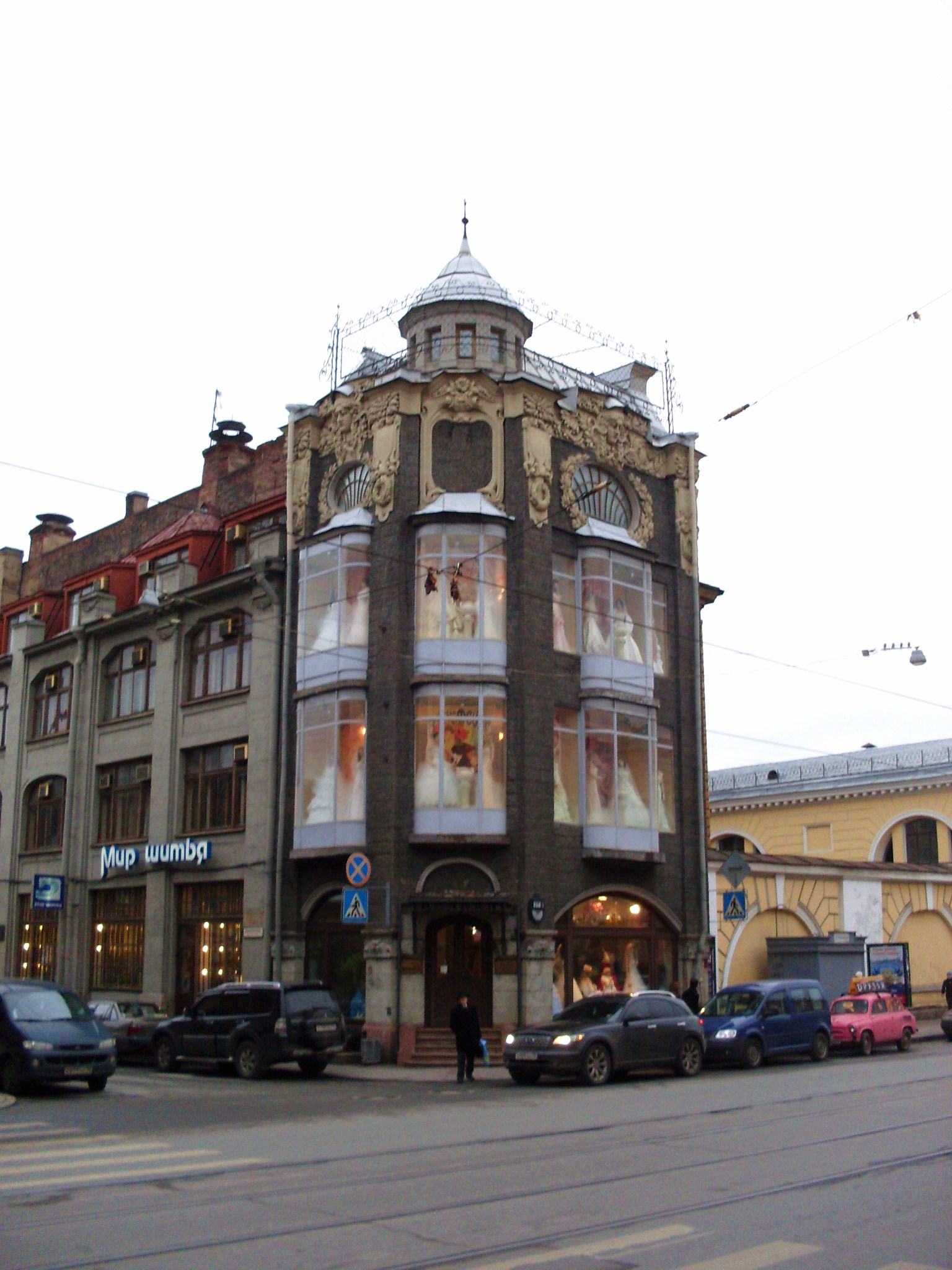
Maison Alfiorov
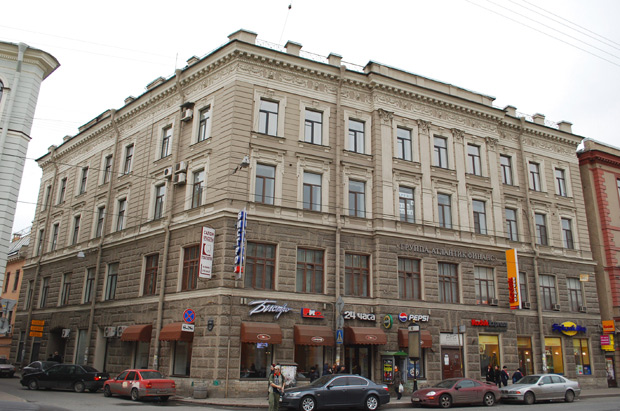
Immeuble no 24
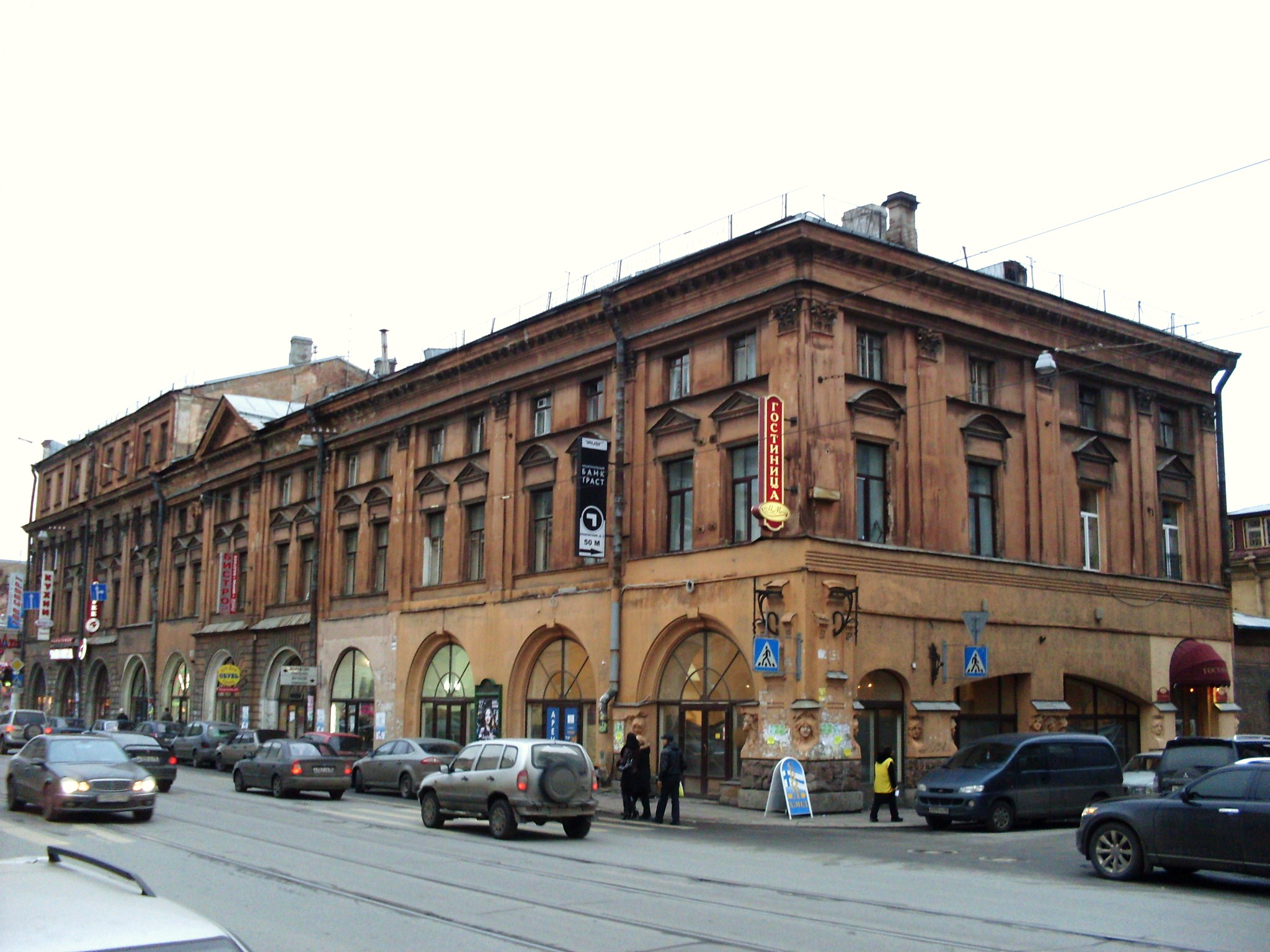
Immeuble no 25

- no 25, maison des Nikolaïev, construite à la fin du XVIIIe siècle par un architecte inconnu à l'angle de la ruelle Moutchny. En 1842, Andreas Lieven construit des arcades au rez-de-chaussée pour y abriter des échoppes du côté de la rue des Jardins. Pavel Volkov en 1879-1880 réaménage l'ensemble et ferme les arcades de vitrines. La façade du côté de la ruelle est refaite en style éclectique. En 1903, Grigori Lioutsedarski rajoute des décorations de granite et des têtes de femmes dans le style Art nouveau. Au début du XXe siècle, il y avait ici la librairie d'Ivan Sytine (1851-1934).

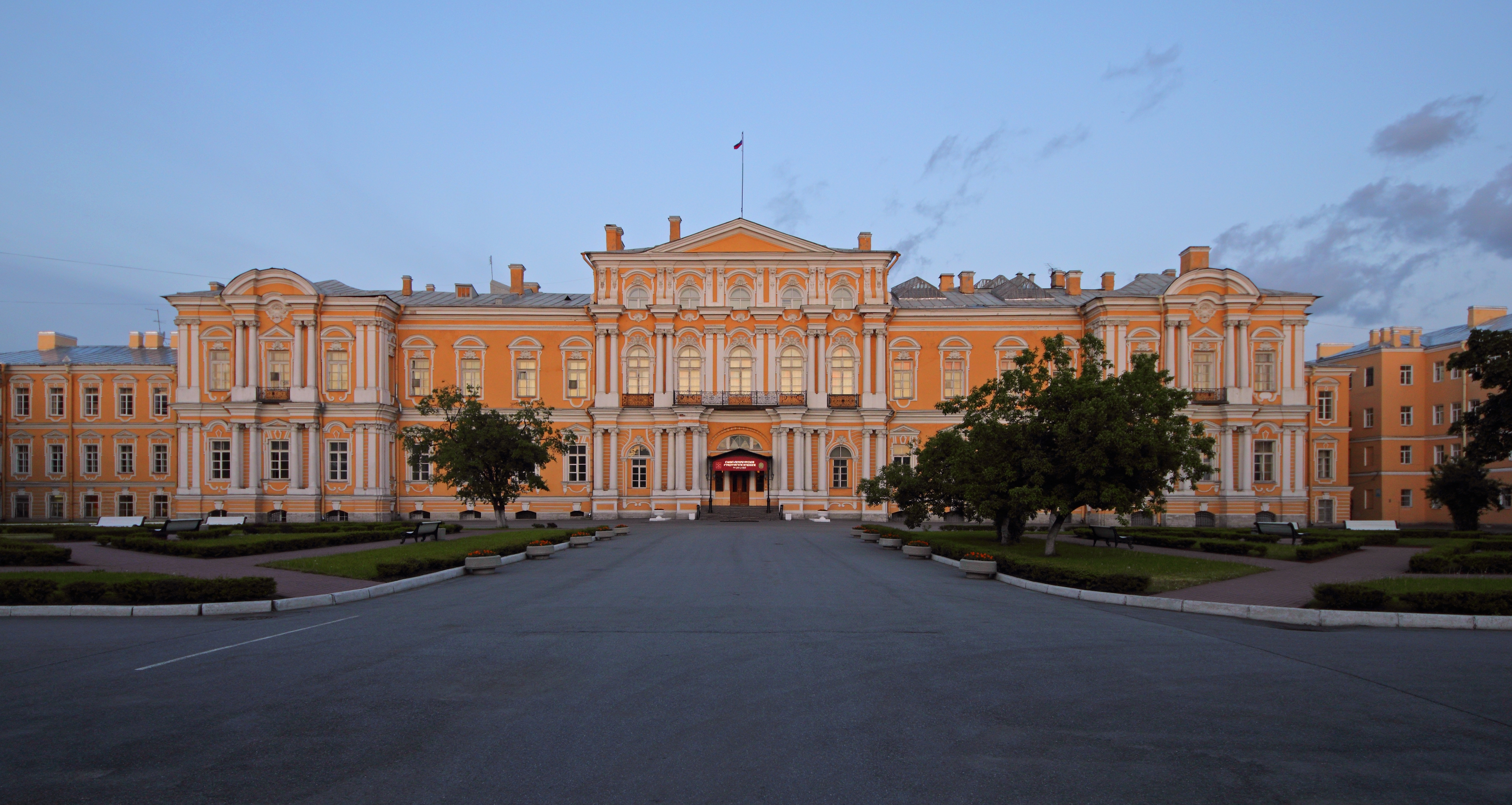
Façade du palais Vorontsov

- no 26, palais Vorontsov, construit entre 1747 et 1759 pour le comte Vorontsov, chancelier de l'Empire, par Rastrelli, qui abrite aujourd'hui l'école militaire Souvorov, après avoir abrité avant la révolution le fameux corps des Pages. Paul Ier y fit construire par Quarenghi en 1800 la chapelle de l'ordre de Malte pour les Hospitaliers de l'ordre de Saint-Jean de Jérusalem.
- no 27, bâtiment du XIXe siècle, à l'angle de la ruelle Moutchny. Il y avait là un cinéma L'Empire, dénommé ensuite Temp (« cadence » en français), puis Saturne et le restaurant Ivanovski. Depuis 1997, s'y trouve le théâtre Priout Komedianta (L'abri du comediante), théâtre dramatique fondé par Iouri Tomachevski.
- no 28-30, Marché Apraxine, marché historique de la ville de 14 hectares, dénommé d'après le premier propriétaire du terrain, le comte Apraxine (1661-1728).
- no 29, maison Arkhipov, construite en 1832-1833 pour le marchand Arkhipov par Avraam Melnikov. À partir de 1876, s'y trouvait la boutique du célèbre photographe Lvov.
- no 31, immeuble de rapport Rasteriaïev, à l'angle de la rue Gorokhovaïa, construit en 1845 par Nikolaï Grebenka. Il y avait plusieurs magasins jusqu'à la révolution, dont celui de Likhatchev, fournisseur en papier peint de la famille impériale, ainsi que la rédaction de l'hebdomadaire Revue illustrée des pays du monde et de celle de Santé populaire, ainsi que les bureaux de la maison d'édition Ramm.
- no 32, immeuble de rapport Tomiline, à l'angle de la ruelle Apraxine. Il fut construit en 1903-1906 par Léonid Kharlamov et Nikolaï Dmitriev dans le style Art nouveau. La corniche est décorée de dix-sept bustes de femmes. La compagnie russe de crédit mutuel industrielo-commercial, fondée en 1907, se trouvait ici en 1916, ainsi qu'un cinéma, le Montré[2], la rédaction de la revue scientifique Connaissance de la Russie, la société des universités populaires, la représentation des fameuses faïences et porcelaines Kouznetsov et une école supérieure commerciale. En 1917, le soviet des députés ouvriers et militaires du deuxième district municipal s'y installa et dans les années 1930 la maison de la culture des peuples d'Orient. Aujourd'hui un grand magasin de vêtements et de jeans s'y trouve.

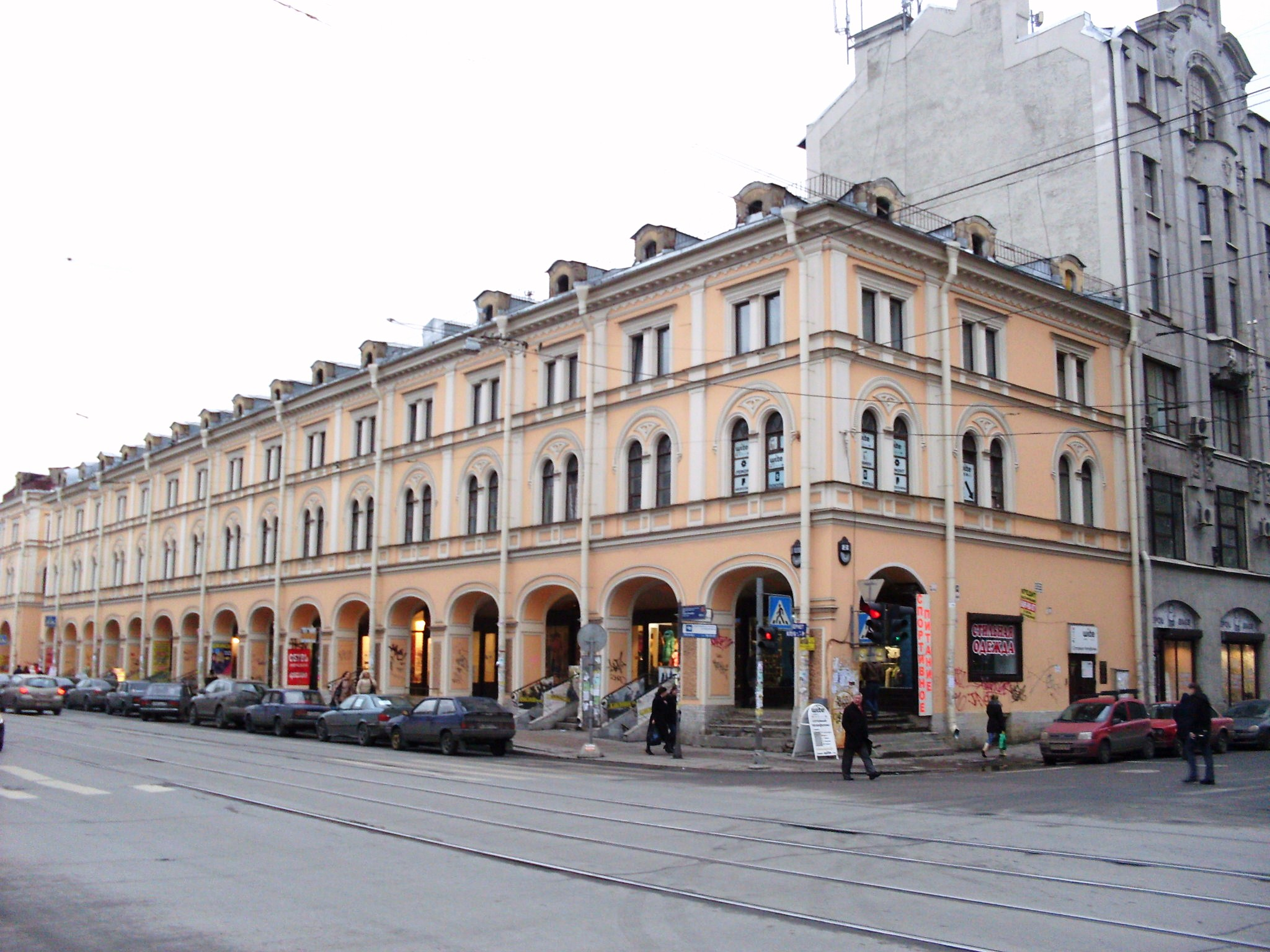
Maisons à arcades devant le marché Apraxine
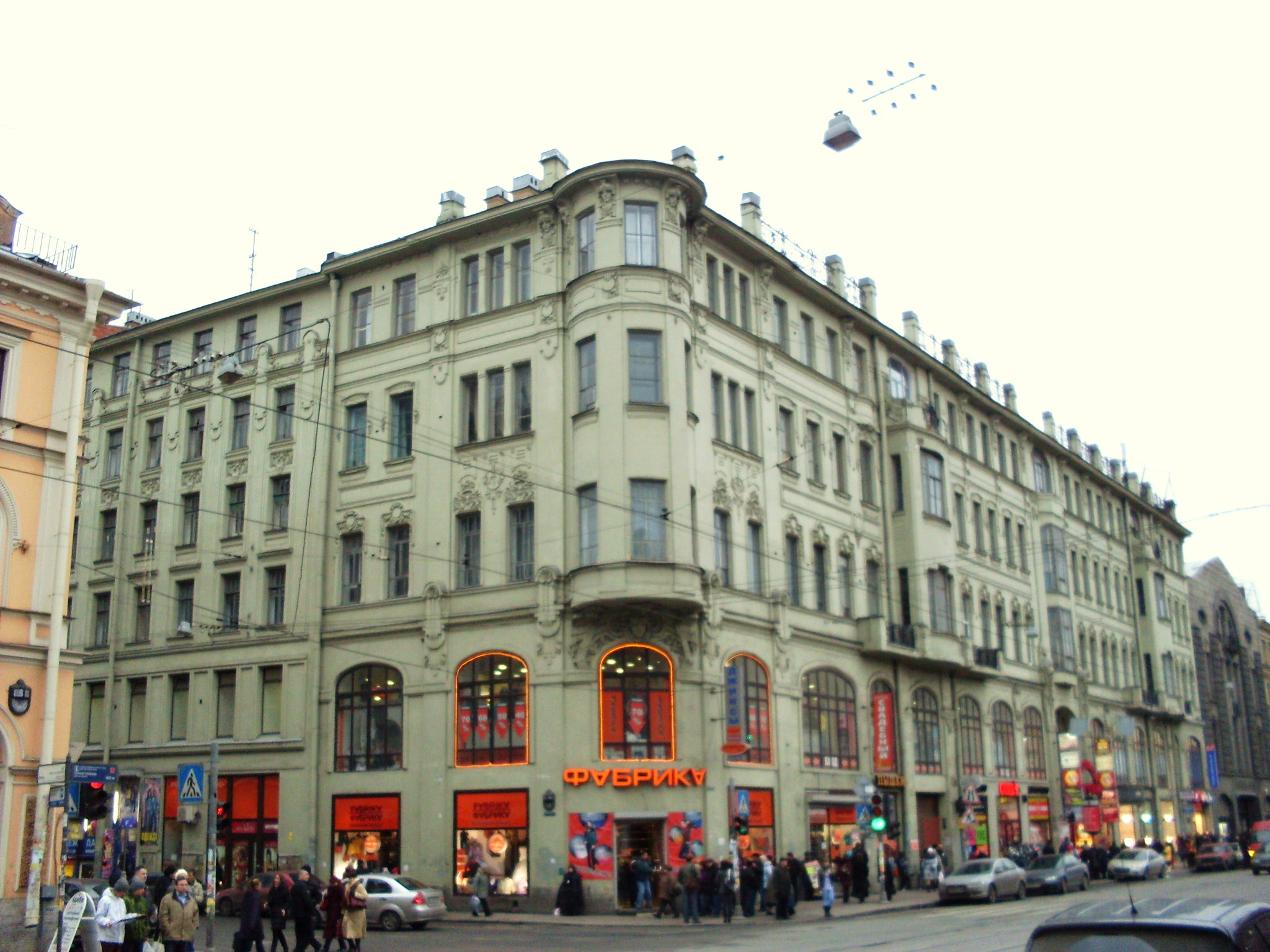
Maison Tomiline, no 32
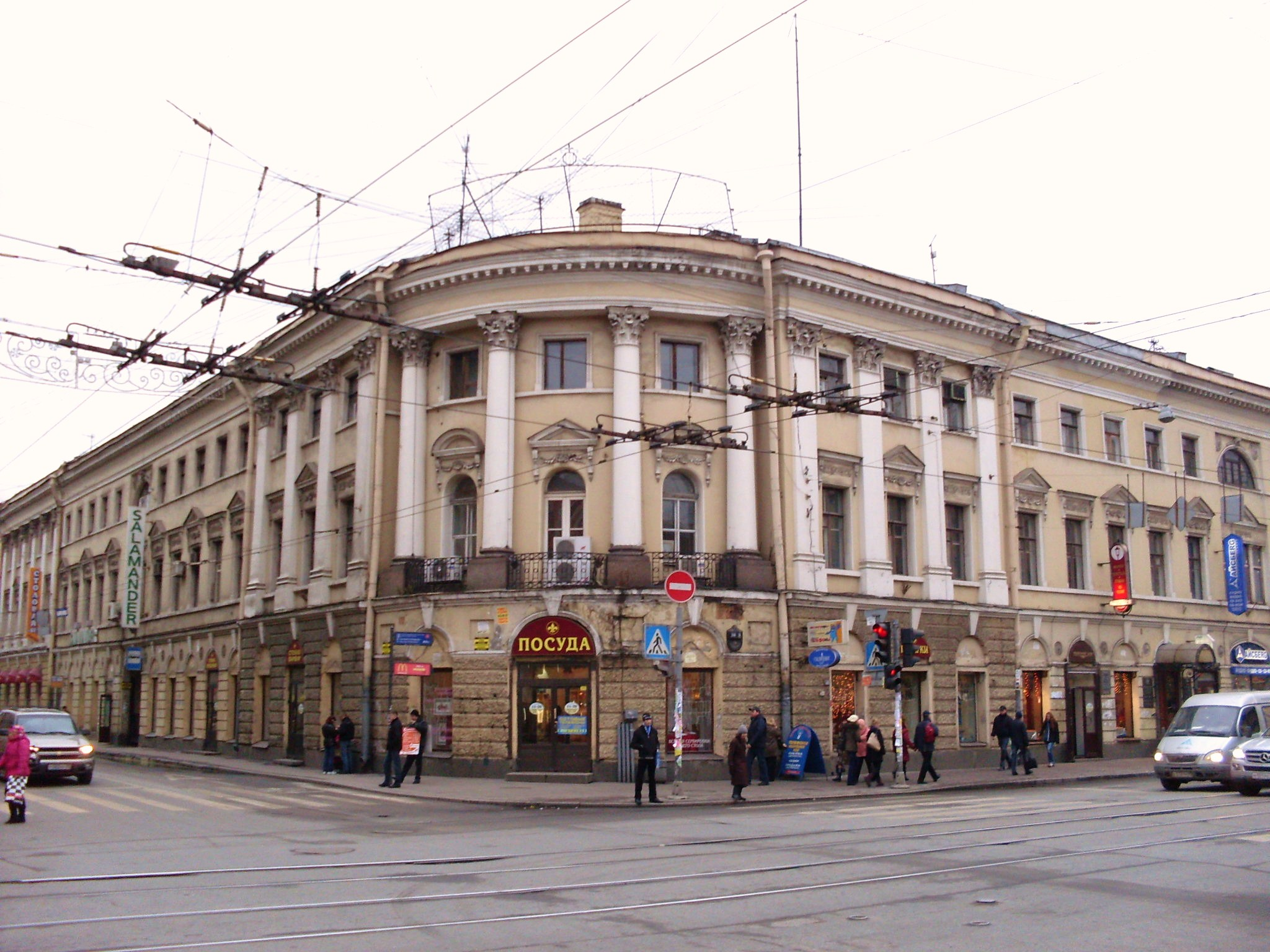
Immeuble no 38
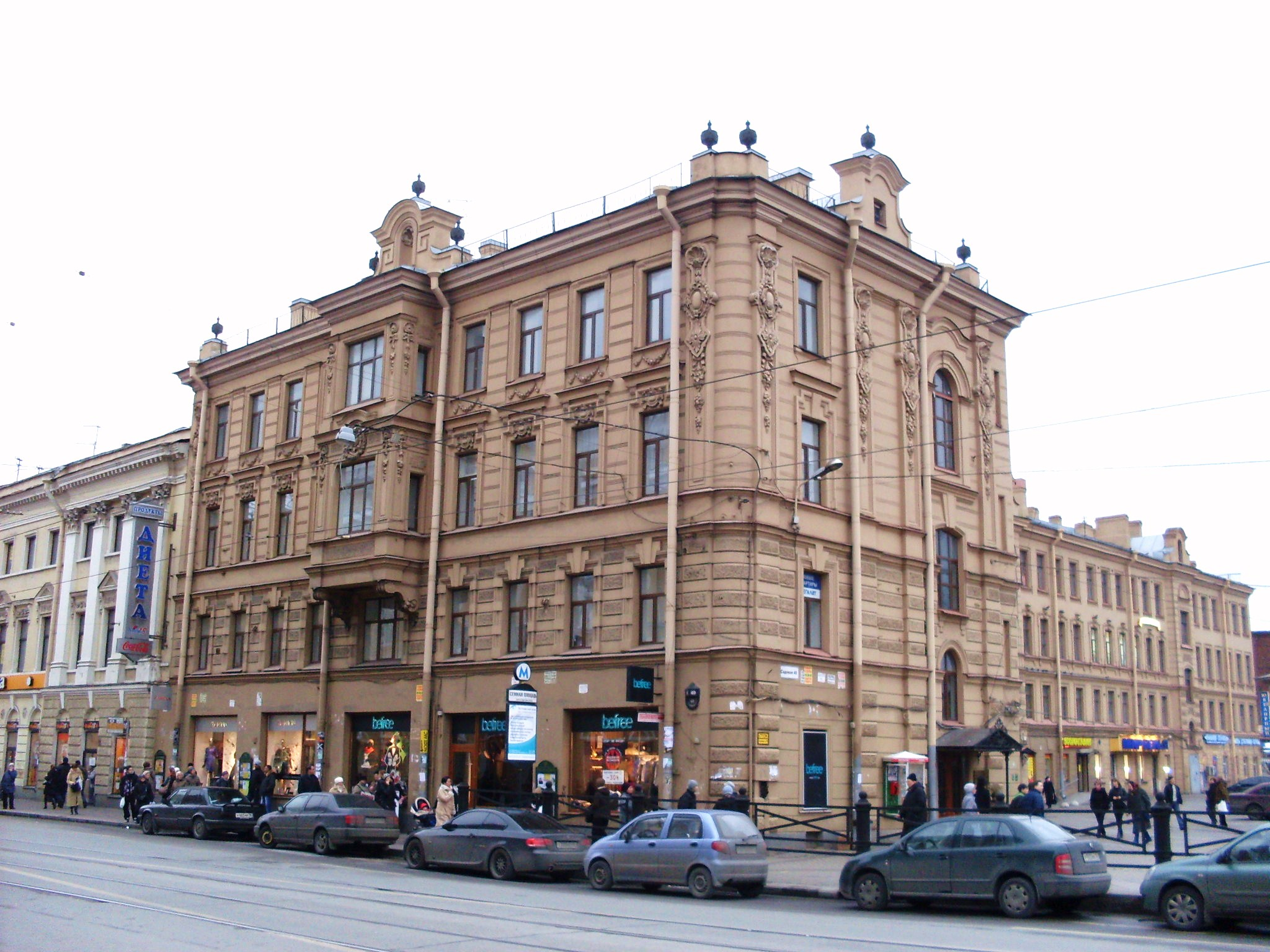
Maison de l'église de l'Assomption

- no 33, maison Dourychkine, à l'angle de la rue Gorokhovaïa, construite en 1865 par Emmanuel Jurgens. Il y avait des crèmeries à la fin du XIXe siècle et un magasin de musique au début du XXe : Vinokourov et Sienicki, ainsi que les restaurants : Vassiliev et Rostov-sur-le-Don[4]. L'étage était loué avant la révolution par la société de crédit mutuel de la bourse des fruits, du thé, du vin et des poissons de Petrograd.

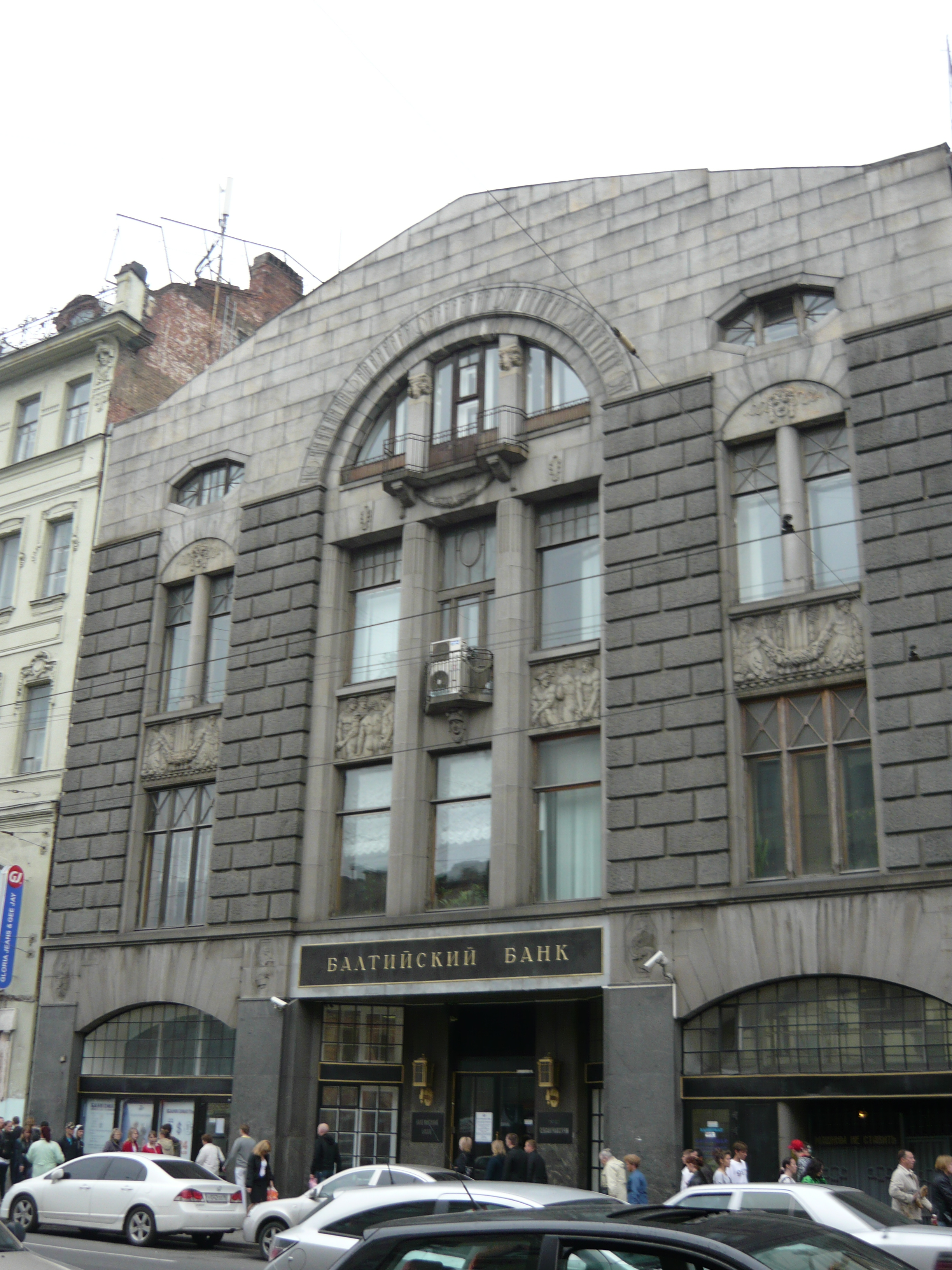
Bâtiment de la Seconde société de crédit mutuel, aujourd'hui banque Baltiiski

- no 34, ancien immeuble de la Seconde société de crédit mutuel, construit en 1907-1909 en style Art nouveau par Fredrik Lidvall. Le bâtiment donnant sur la rue abritait les bureaux de la compagnie et le bâtiment arrière les salles de service et les logements des employés. Le milieu de la façade est divisé par une grande niche décorée bas-reliefs à l'antique. Au début du XXe siècle, la société donnait des coffres-forts à louer pour les particuliers. L'immeuble abrite à partir des années 1930 un institut d'architecture industrielle, l'institut Promstroïproyekt. Il a été décrit dans le roman d'Alès Adamovitch, Le livre du siège de Léningrad, par le jeune personnage Youra Riabikine.
- no 35, maison à l'angle de la ruelle du Sauveur, qui appartenait au milieu du XIXe siècle à la veuve d'un colonel, et qui comportait plusieurs magasins et une filiale de la banque Tchesnokov. Pendant la NEP, on y installa l'hôtel-restaurant Novo-Spasskaïa et la rédaction de la revue Vokroug sveta (Autour du monde)[5].
- no 36, immeuble de rapport à l'angle de la rue Gorokhovaïa construit en 1877 par Jeronim Kitner. Il y avait avant la révolution le restaurant Novo-Yaroslavetz et un juge de paix.
- no 37, ancien immeuble de la Hauptwache[6], c'est-à-dire du quartier général de la police municipale de Saint-Pétersbourg, reconstruit en 1818-1820 par Vicenze Beretti. C'est ici que fut arrêté Dostoïevski en mars 1874, en tant que rédacteur en chef du Citoyen pour avoir bravé la censure. Avant la révolution la grande parfumerie française Maison Frères y était installée au rez-de-chaussée[7]. De 1957 à 1987, il y avait une gare d'autobus.
- no 38, hôtel particulier du mécène Savva Yakovlev (1713-1784), construite à l'angle de la rue Gorokhovaïa vers 1780, avec pilastres et colonnades corinthiennes. Ses héritiers y habitent pendant un siècle, avant que l'hôtel particulier ne soit vendu à la famille du négociant Vodenikov, importateur d'épices et de produits coloniaux. Le rez-de-chaussée était loué vers 1810 à un atelier de marbrerie et des parties louées en appartements, dont un à l'écrivain Vsevolod Garchine dans les années 1880. Avant la révolution, il y avait aussi le magasin et la fabrique d'instruments de musique Rozmyslov et pendant la Grande guerre l'horlogerie-joaillerie Cholokhov. Il y avait aussi un petit théâtre, La Chauve-souris, de 1913 à 1917. L'agence de télégraphe russe (ROSTA) obtient l'immeuble en 1918, Maïakovski y a travaillé quelque temps. Il y a différents magasins aujourd'hui, dont un magasin de porcelaine et de vaisselle réputé.
- no 40, immeuble de rapport qui appartenait à la paroisse de l'Assomption, construit à la fin du XIXe siècle par Grigori Karpov. Le rez-de-chaussée était loué à des débits de boisson, et les appartements loués à des marchands du marché Apraxine, ou réservés aux prêtres de la paroisse.

## De la place au Foin au canal Krioukov

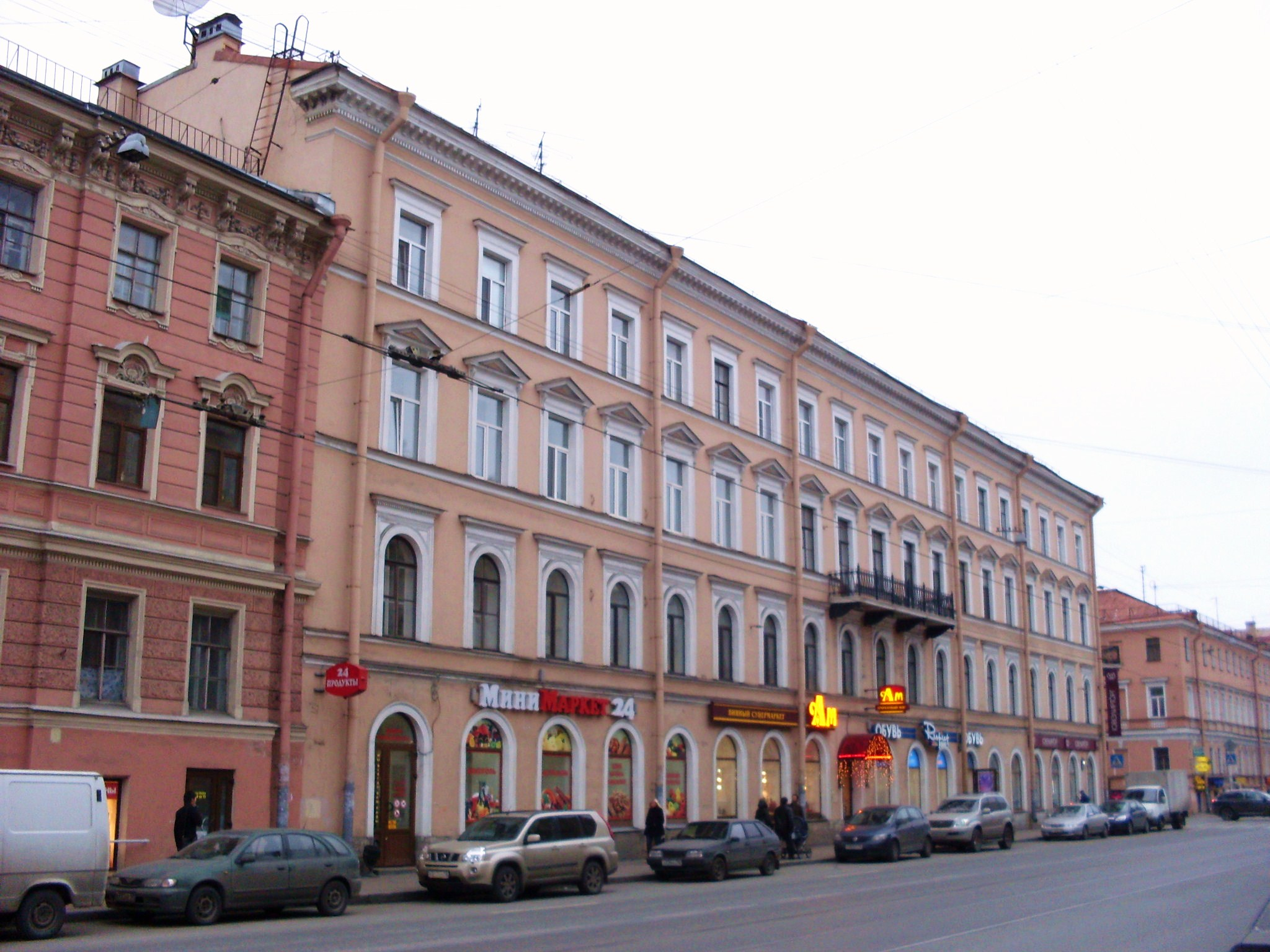
Maison Garfunkel, no 47
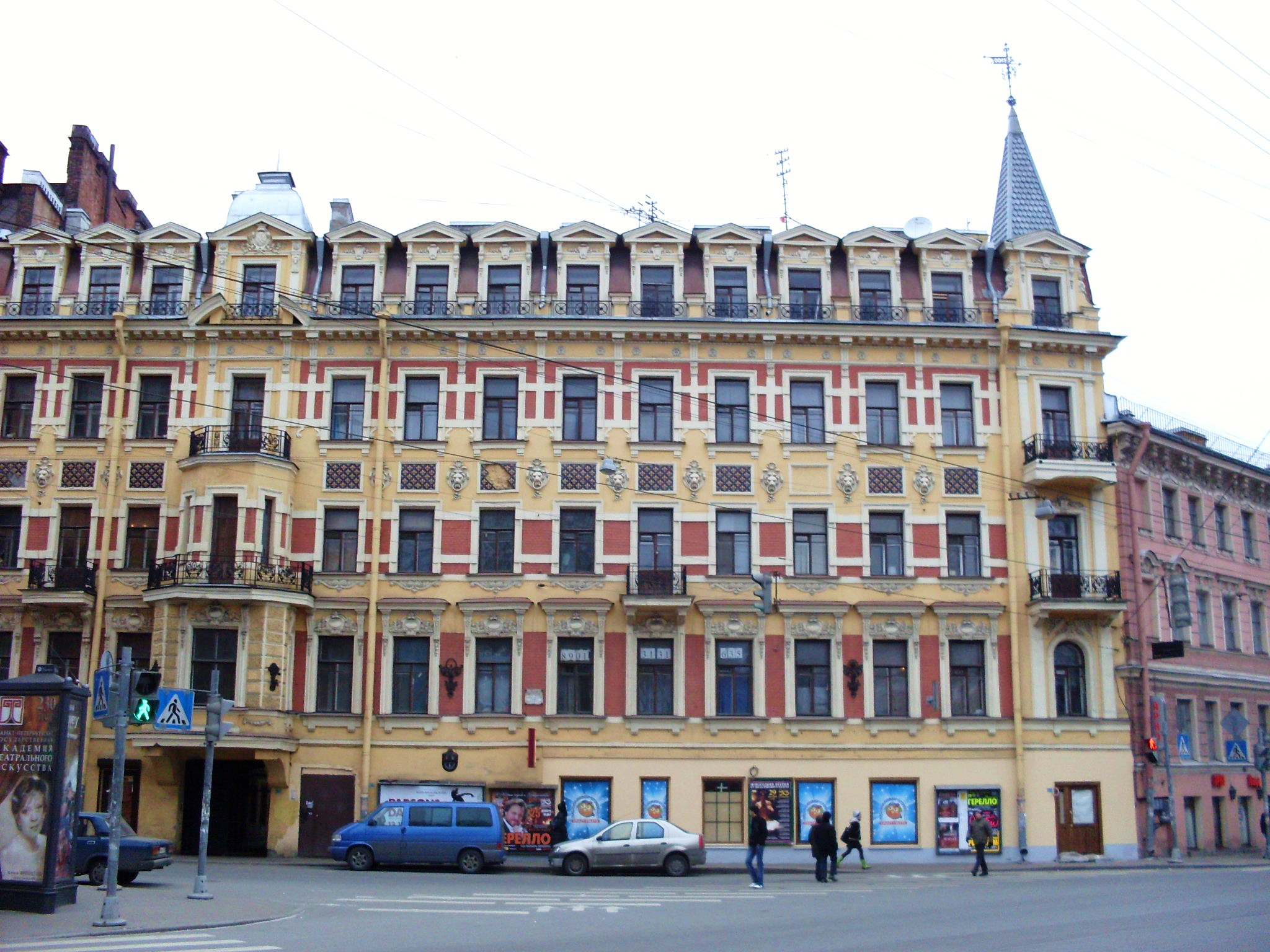
Maison Kouchelev, no 49, où vécut Apollon Maïkov
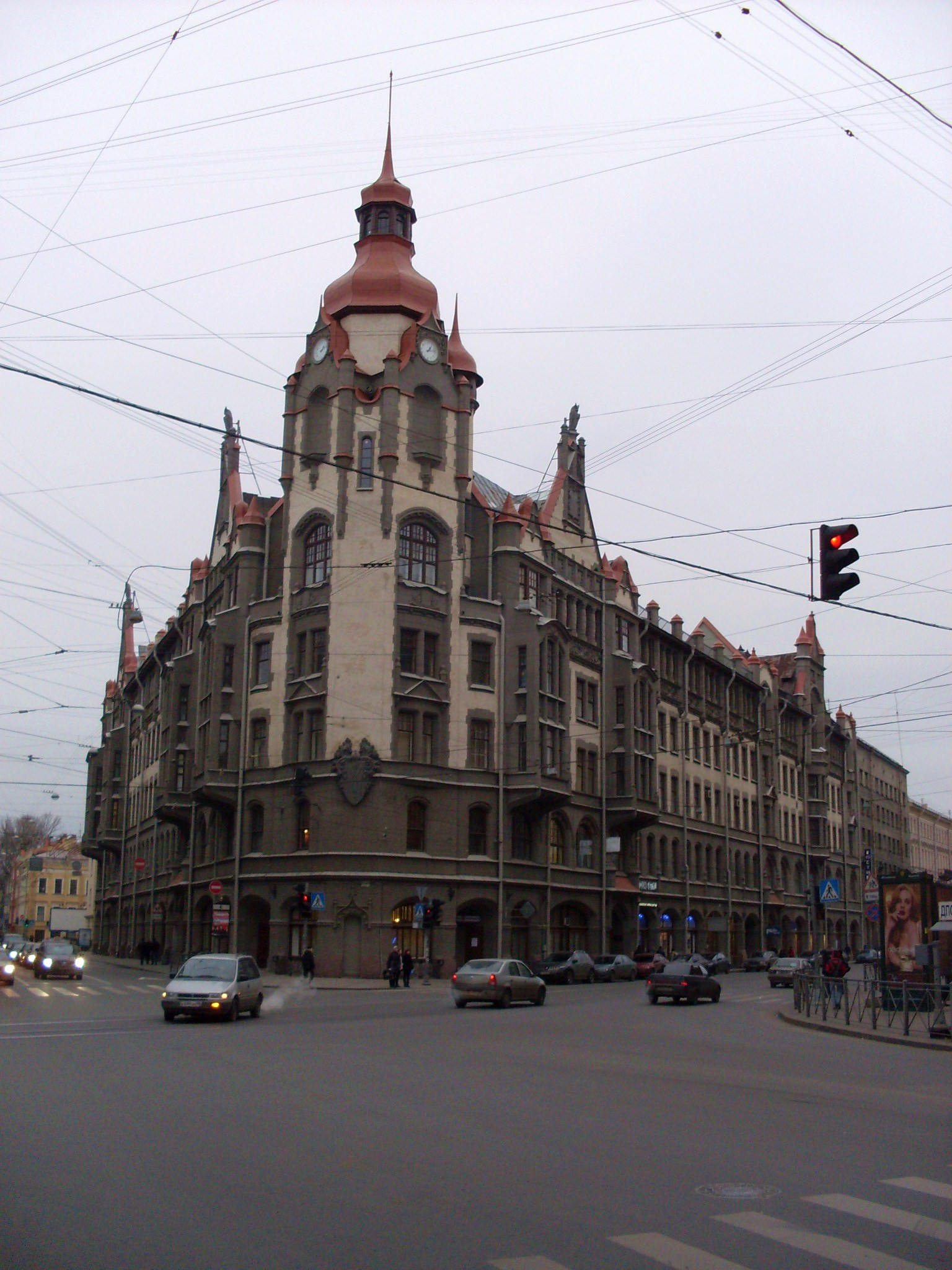
Immeuble no 55-57
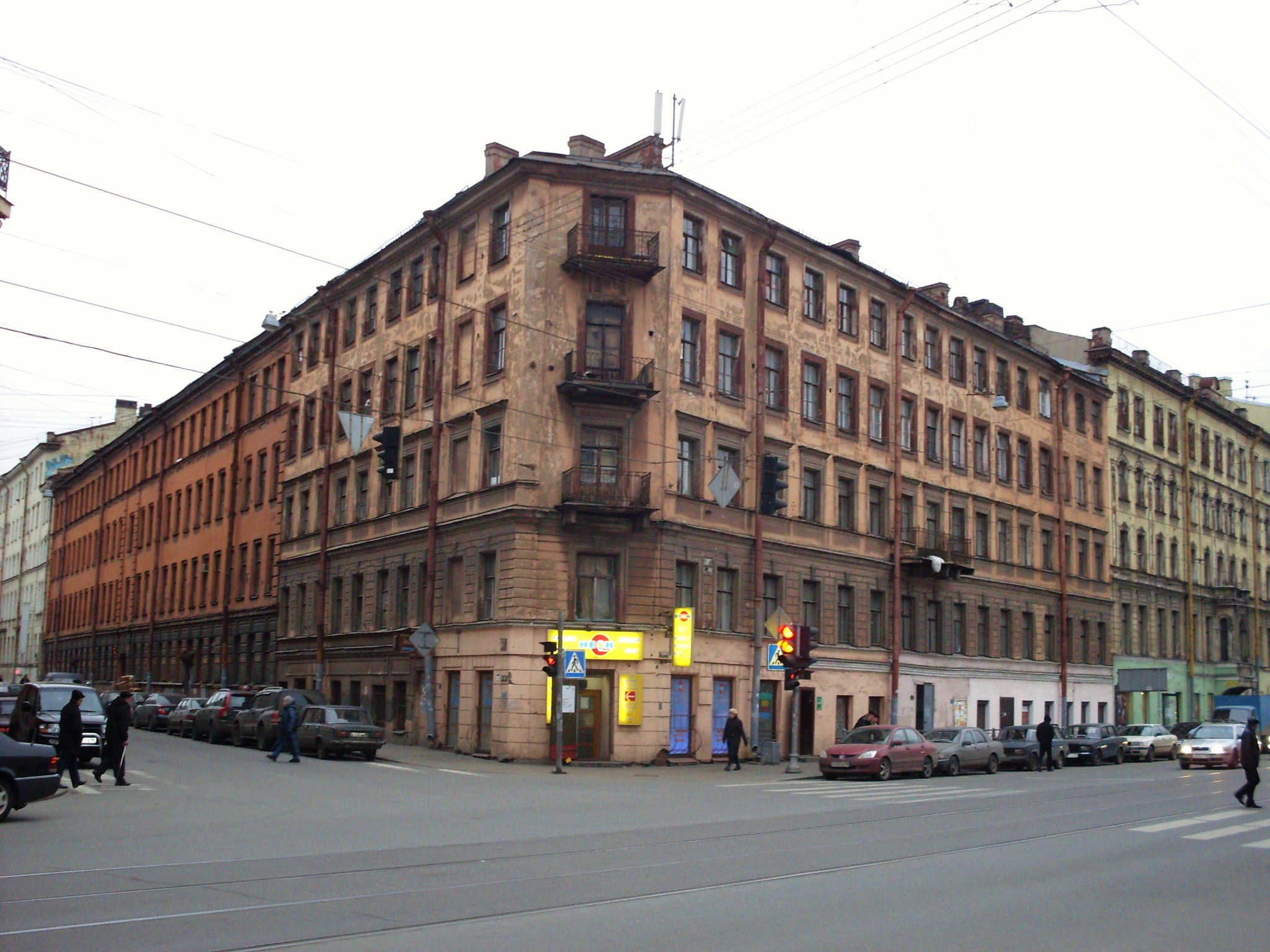
Immeuble no 63
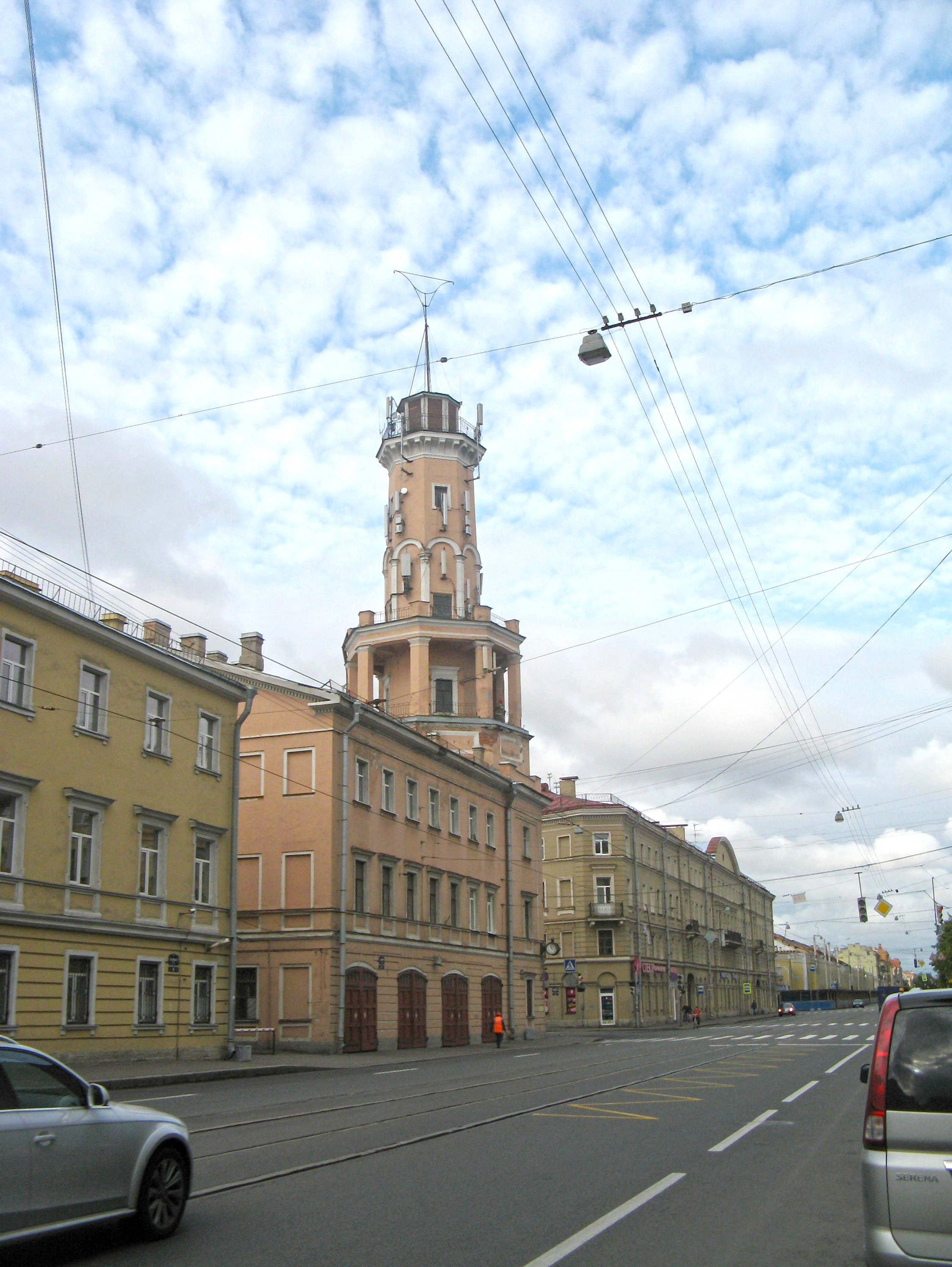
Caserne du no 58

Après la place au Foin, on trouve:
- no 39, maison construite en 1810 par Beretti et reconstruite en 1833 par Melnikov
- no 41-44, maison Faliov construite à la fin du XVIIIe siècle et réaménagée en 1833 par Melnikov. Elle est reconstruite en partie en 1905 par Makarov. Cette maison appartenait à la famille Ramenski avant la révolution. Une filiale de la banque Tolstopiatov s'y trouvait ainsi que le cinéma La Maisonnette chinoise.
- no 42, maison Krivopichine, construite au XIXe siècle avec le théâtre Merveille (Tchoudès) devenu cinéma Snema en 1937.
- no 45, hôtel particulier Semenov, construit en 1822-1826 dans le style néoclassique par A.I.Melnikov. L'hôtel particulier appartenait à la famille Ramenski avant la révolution. On y trouvait un magasin d'instruments de musique, un magasin de lingerie et une ganterie. Cette maison figure dans Crime et Châtiment de Dostoïevski, Raskolnikov y apprend que la vieille sera seule chez elle à sept heures du soir.
- no 46, hôtel particulier Avtomonov, construit par un architecte inconnu, vers 1790. Il y avait au rez-de-chaussée la grande parfumerie de Gustav Lohse, « fournisseur de S.M.I l'impératrice d'Allemagne ». Le mensuel Le Contemporain avait ici ses bureaux entre 1911 et 1915 et à l'appartement no 11 la rédaction de La Voix du contemporain à laquelle collaborait Alexandre Amphitheatrov.
- no 47, immeuble de rapport Garfunkel, construit dans le style éclectique en 1844 par Harald von Bosse. Un luthier qui fabriquait, en plus des violons, des guitares, des balalaïkas s'y trouvait avant la révolution, c'était le magasin P. et A. Rozmyslov. On y trouvait aussi un comptoir du crédit mutuel et une des boutiques du photographe Strakhov.
- no 48, immeuble de rapport Anitchkov, construit en 1836 par Friedrich Braun.
- no 49, immeuble de rapport construit en 1862 par Kovriguine. L'appartement où Apollon Maïkov termina ses jours en 1897 s'y trouvait.
- no 49A, immeuble Kouchelev, à l'angle de la perspective Rimski-Korsakov, construit en style Art nouveau à la fin du XIXe siècle et réaménagé en 1899-1900 par Nossalevitch.
- no 50, musée du chemin de fer, dans un immeuble construit en 1901-1911 par Piotr Koupinski et E. von Baumgarten.

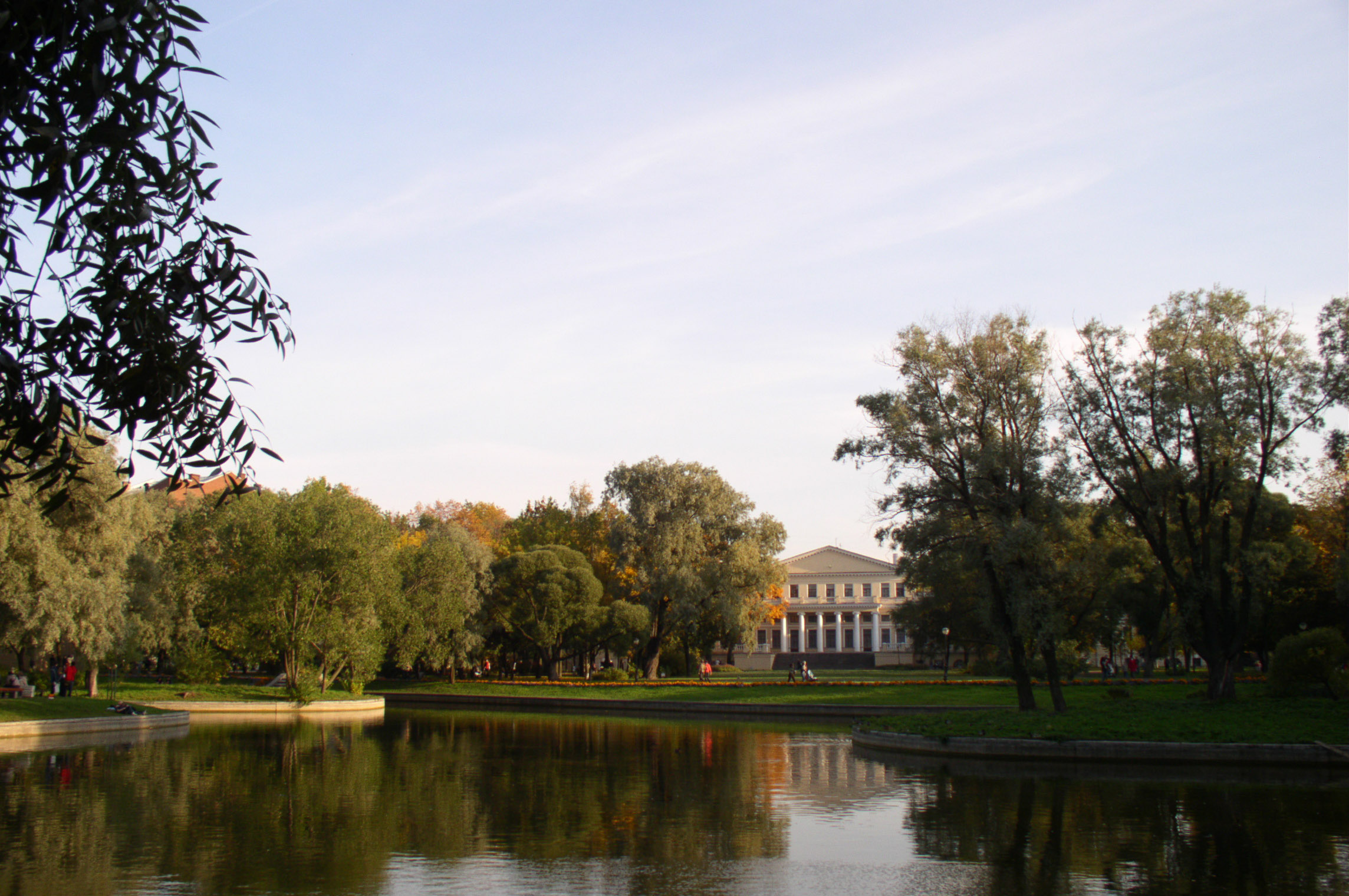
Vue du jardin du palais Youssoupov

- no 50A, palais Youssoupov avec son jardin, construit au milieu du XVIIIe siècle en style baroque et reconstruit par Giocomo Quarenghi en 1790 pour le prince Nicolas Youssoupov. C'est la propriété depuis 1810 de l'université d'État des ingénieurs du transport de Saint-Pétersbourg. En 1823, il est mis à la disposition du duc Alexandre de Wurtemberg (1771-1833), qui est à la tête de l'institution. On ouvre une patinoire dans le parc en 1865 et les championnats internationaux de patinage de figure y eurent lieu en 1890 et 1901, ainsi que les championnats d'Europe en 1896 et 1903.
- no 50B, ancienne maison de la société de gymnastique Sokol avant la révolution, aujourd'hui école de sport.
- no 51, hôtel particulier du général Adam (1794-1860), construit en 1840 par Avraam Melnikov. Le poète Apollon Maïkov y vécut, ainsi qu'Alexeï Pissemski. La maison est ensuite devenue un hôtel dans la seconde moitié du XIXe siècle, l’hôtel Belgrade, où demeura le poète Constantin Fofanov (1862-1911). L'hôtel devient l' hôtel Skoutari au début du XXe siècle.
- no 52, école construite en 1938 par Evgueny Levinson et Igor Fomine.
- no 53, immeuble d'habitation de style constructiviste, construit dans les années 1930.
- no 54, immeuble de style constructiviste construit entre 1931 et 1935 par Levinson et Fomine, appartenant aujourd'hui à l'université des ingénieurs du transport.
- no 56, immeuble de rapport construit en 1866 par A. M. Skorniakov, où se trouvait avant la révolution une filiale de la banque Smirnov.
- no 55-57, maison de l'ancienne administration municipale dépendant de la douma de la ville construite en 1904-1905 avec une partie privée, par Alexandre Lichnevski dans un mélange de Modern style et de pseudo-gothique anglais, avec oriels, tourelles, chimères, et griffons, etc. La maison abritait la section locale du parti communiste du quartier à l'époque soviétique.
- no 58, commissariat de police construit en 1844-1849 par Vassili Morgan, Vincent Beretti et Alexandre Andreïev, réaménagé en 1891-1892 par Anton Lytkine. Il est surmonté par une tour de guet constre les incendies de 46 m de haut. Aujourd'hui s'y trouve une caserne de pompiers. C'est ici que dans Crime et Châtiment, Porphyre Pétrovitch interroge Raskolnikov.
- no 59, maison Lehmann construite en style éclectique entre 1879 et 1880 par Christian Tatski. Il y avait avant la révolution une succursale de la banque Baline et la boulangerie Filippov.
- no 60, maison construite entre 1870 et 1874 pour la Société philanthropique impériale, construite par Mitrophane Dolgopolov.
- no 61, maison Chakhovski, construite au XIXe siècle, où le poète Lermontov habita en 1836 et 1837 et composa en particulier La Mort du poète et La Princesse Ligovski. Une plaque de granite de 1962 en rappelait le souvenir, jusqu'en 2006. Un des ateliers du photographe Karl Bulla s'y trouvait.

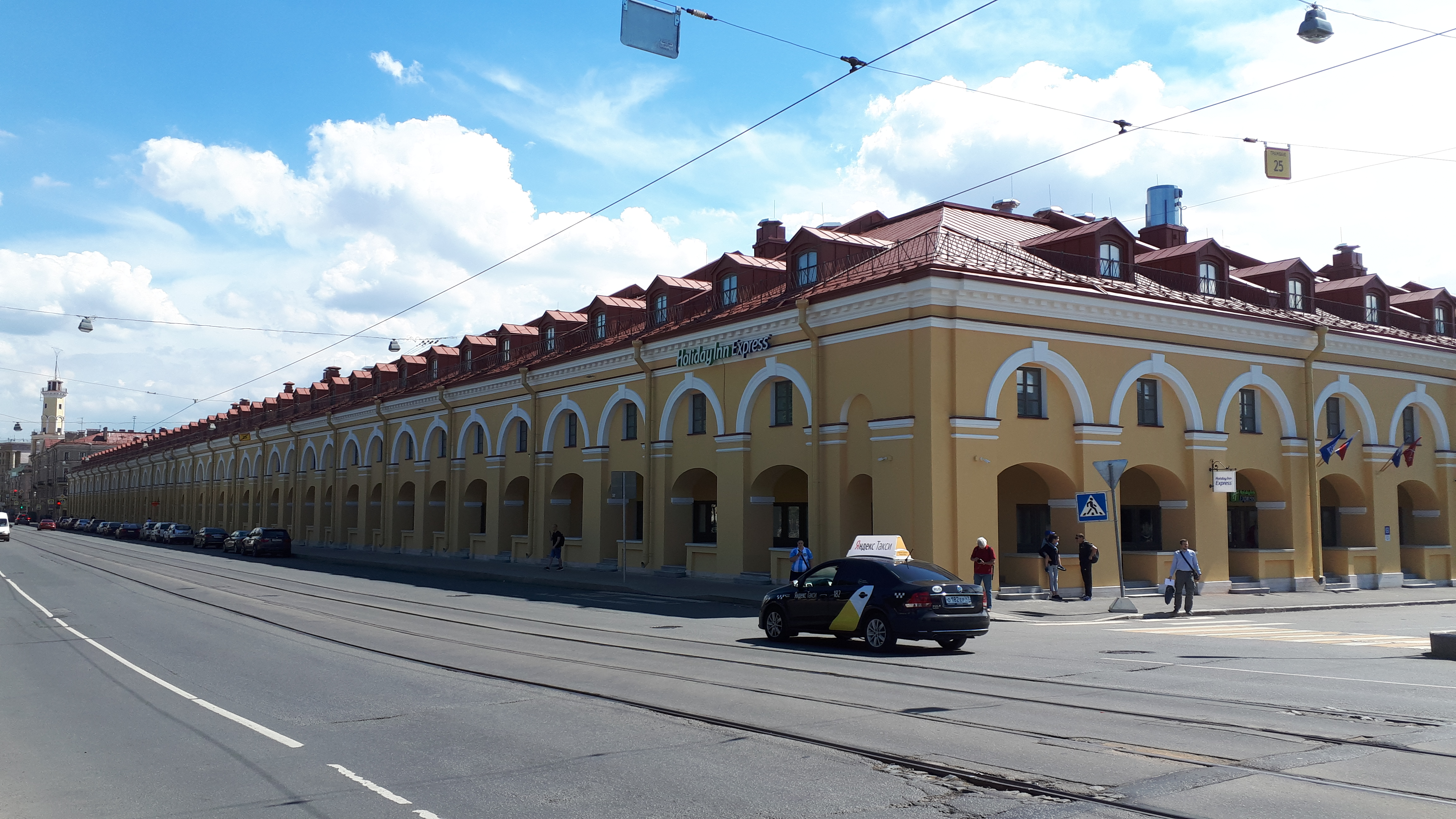
Vue du marché Nikolski

- no 62, marché Nikolski (ou Saint-Nicolas), construit en 1787.
- no 63, immeuble de rapport construit en 1870-1872 par Nicolas von Brullo. Une bibliothèque privée, la bibliothèque Roubakine, s'y installa en 1888. Il y avait 57 000 volumes au début du XXe siècle. De futurs bolchéviques, comme Ivan Babouchkine, Elena Stassova ou Nadejda Kroupskaïa y étaient assidus[8].
- no 65, immeuble de rapport construit en style éclectique à la fin du XIXe siècle.

## Du canal Krioukov à la place Répine

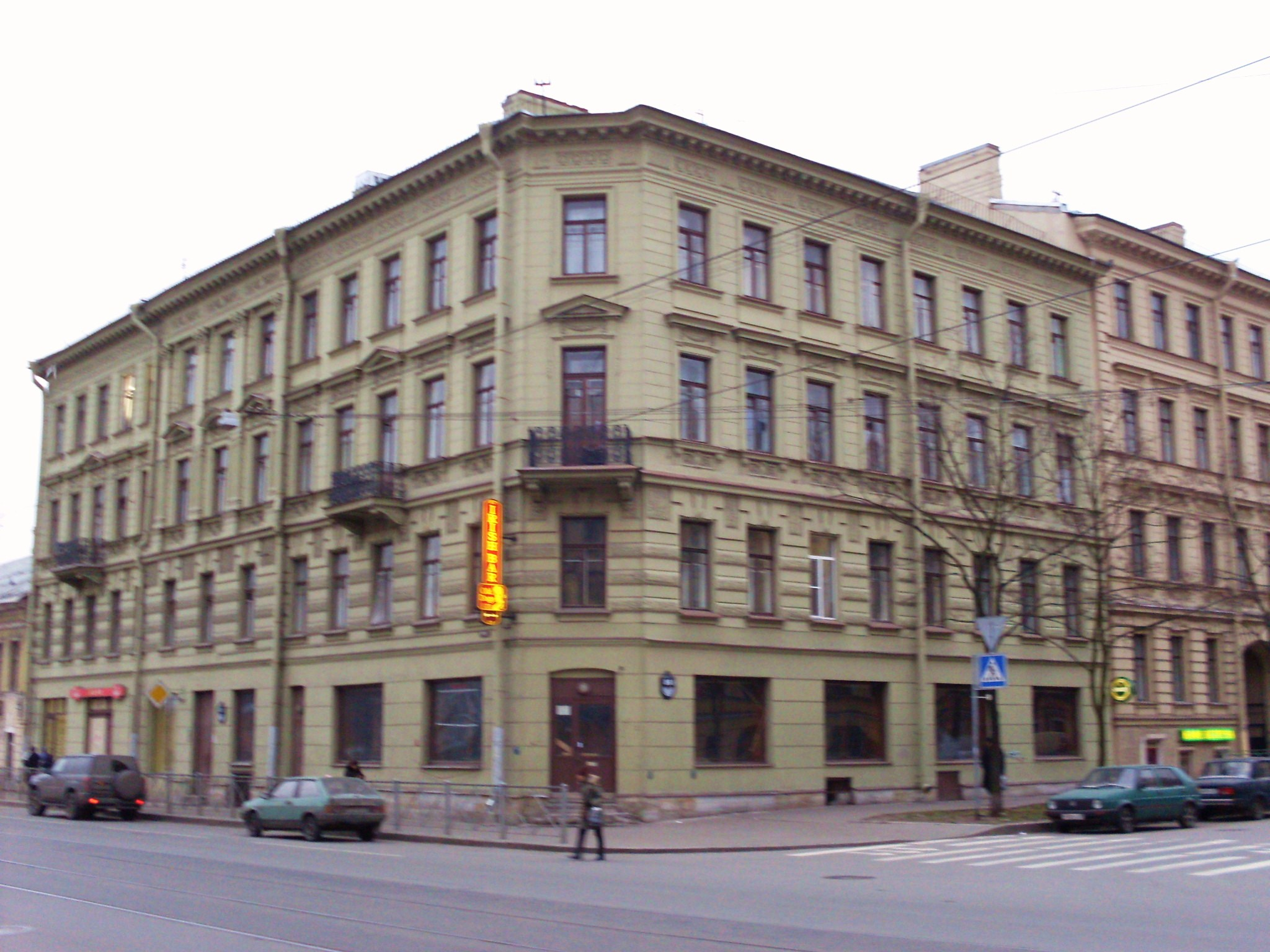
Immeuble no 66
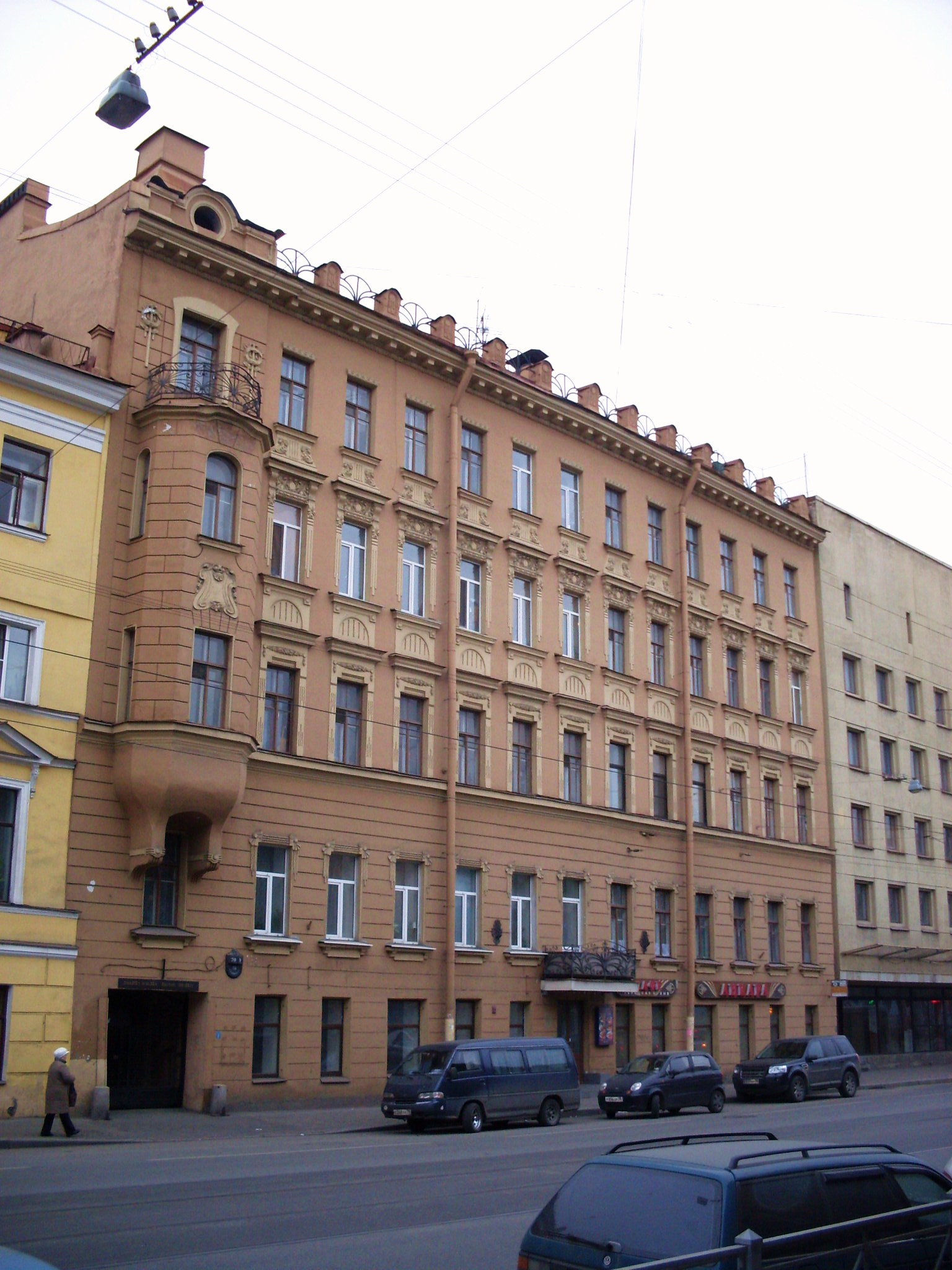
Immeuble no 70
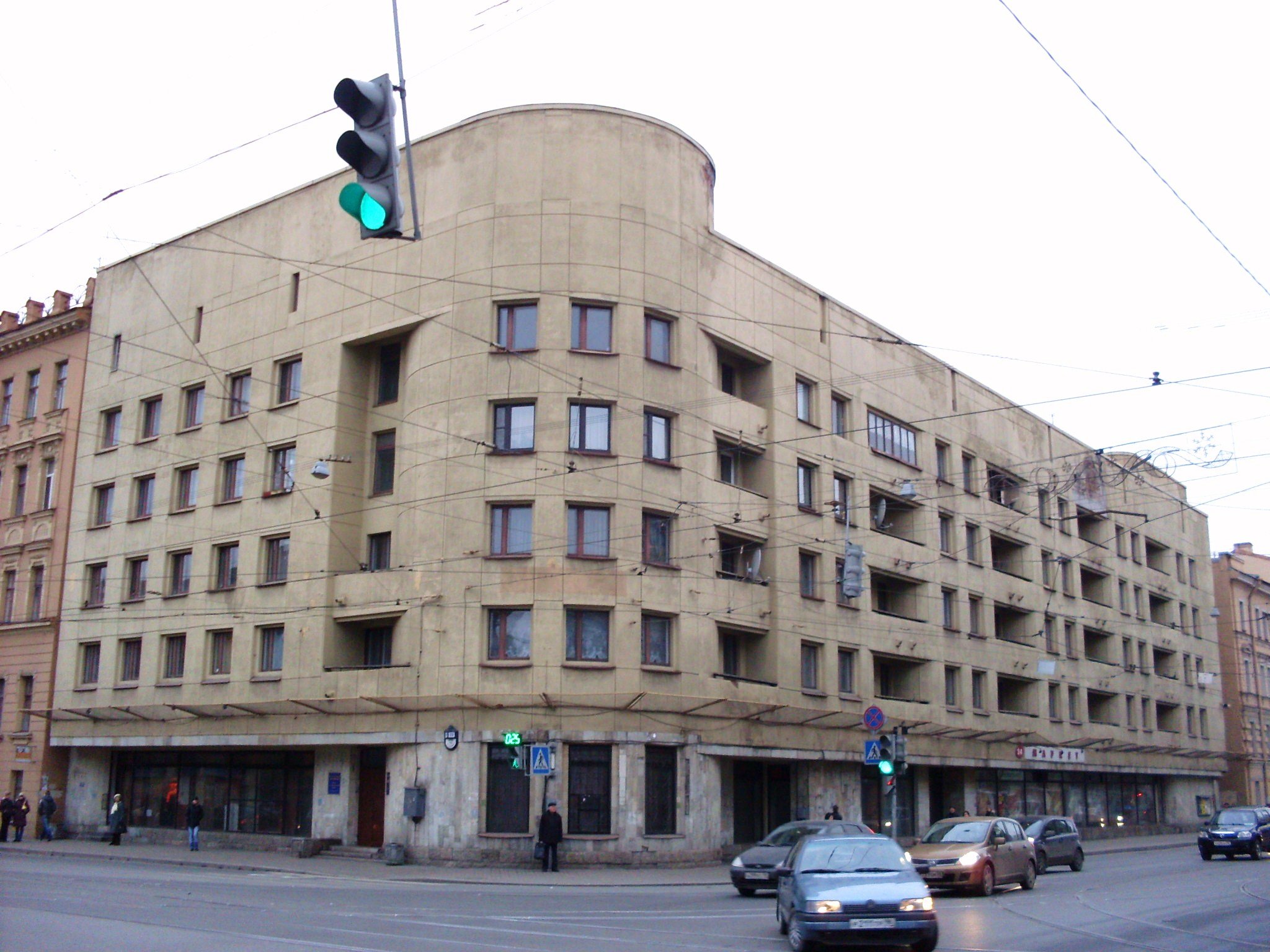
Immeuble no 72, hôtel
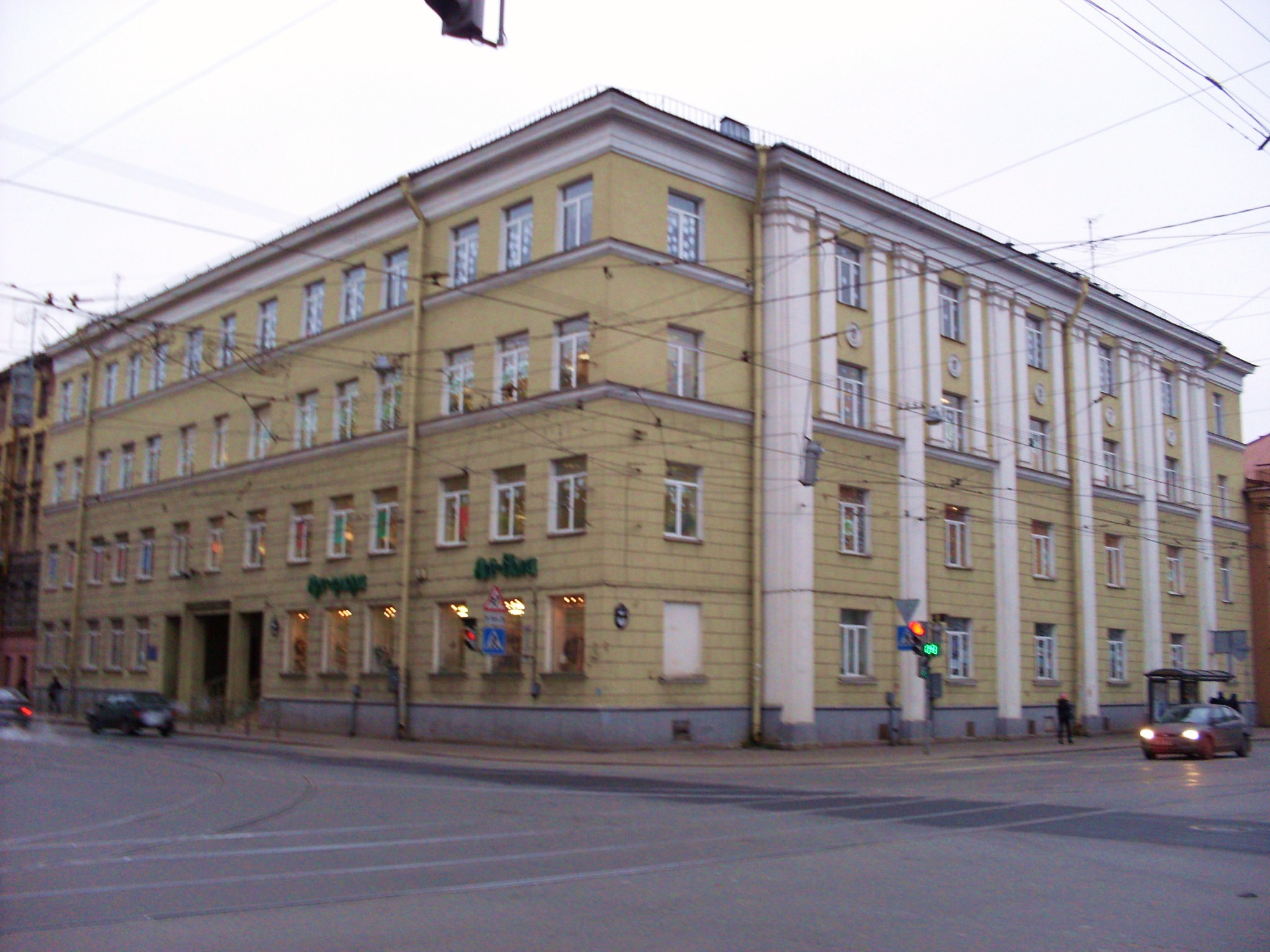
Immeuble no 74, école

Cette partie de la rue va du vieux pont Saint-Nicolas qui enjambe le canal Krioukov, jusqu'au pont Malo-Kalinkine qui traverse le canal Griboïedov.
- no 64, immeuble Nikitine (1882). C'est ici que se trouvait jusqu'en 1917 le restaurant Kögelbahn et plus tard les cinémas Ermitage, Bourevestnik et Smena et un théâtre de marionnettes.
- no 66, immeuble de rapport à l'angle de la rue Makarenko, construit en 1882-1883 en style éclectique par A.V.Ivanov. Le contre-amiral et pionnier de l'aviation Alexandre Mojaïski y demeura entre 1886 et 1890.
- no 68, immeuble de rapport Vitinghof, construit en 1875 selon les plans d'Alexeï Malov, en style néoclassique. Le poète Vladimir Benediktov y demeura.
- no 69, immeuble de logement où se trouvaient une petite auberge (sans boissons fortes) Yaroslavetz et un cinéma Le Moulin Rouge[9]. Issaïev, qui fit une tentative d’assassinat contre Alexandre II en 1881, y demeurait dans un appartement.
- no 70, immeuble de rapport Bitchkov, construit en 1828, reconstruit en 1904-1905 par l'ingénieur civil Sergueï Barankeïev, avec des éléments Modern Style.
- no 71, immeuble de rapport ayant appartenu à Constantin Thon, construit au XVIIIe siècle par un architecte inconnu et reconstruit en 1850, puis en 1873-1874 par Alexandre Popov.
- no 72, hôtel Les Chantiers de l'Amirauté (Admiralteïskie Verfi), construit au XXe siècle.
- no 73, maison de César Cavos (1824-1883), architecte, construite en 1853.
- no 74, école no 260, à l'angle de la rue Sadovaïa et de la perspective Lermontov, construite dans les premières années du XXe siècle. Avant la révolution, il y avait un théâtre, Yar, une auberge, Novo-Kolomensky, et un restaurant Medved (L'Ours).
- no 75, cinéma Record, immeuble construit au début du XXe siècle et reconstruit en 1914 par Joseph Langbart, avec un théâtre nommé le théâtre miniature[2]. Du temps de la NEP, il y avait le cinéma New Start[3], devenu Oudarnik dans les années 1930 et aujourd'hui Record.
- no 76, immeuble de rapport construit par Emmanuel Jurgens en 1870.
- no 77, immeuble de rapport Titov-Lesnikov, à l'angle de la perspective Lermontov, construit en 1850. La partie droite a été construite par Grebenka, comme immeuble de rapport pour la veuve du capitaine Titov, et la partie gauche pour la famille Lesnikov avec un attique donnant sur la perspective Lermontov. Il y avait un magasin de musique Sinitski au début du XXe siècle.
- no 78, immeuble de rapport construit par Alexandre Zulauf en 1859
- no 79, maison construite au début du XXe siècle, à l'époque soviétique s'y trouvait l'atelier de couture Élégante[2] spécialisé ensuite dans les robes de mariée sous le nom de Colibri. Il est décoré de panneaux de céramique sur le thème de la mode.
- no 80, immeuble de rapport construit par Emmanuel Jurgens en 1872-1873.
- no 81, immeuble de rapport construit en 1897 par Mikhaïl Andreïev. Avant la révolution, on y trouvait l'atelier de typolithogravure Mendelevitch. La revue satirique La Pieuvre y était éditée à l'époque de la révolution de 1905.
- no 82, immeuble de rapport Malinovski construit en 1826-1828 par Vassili Zrarzewski
- no 83, immeuble de rapport Siebode construit en 1854 par Grebenka et restauré en 1914.

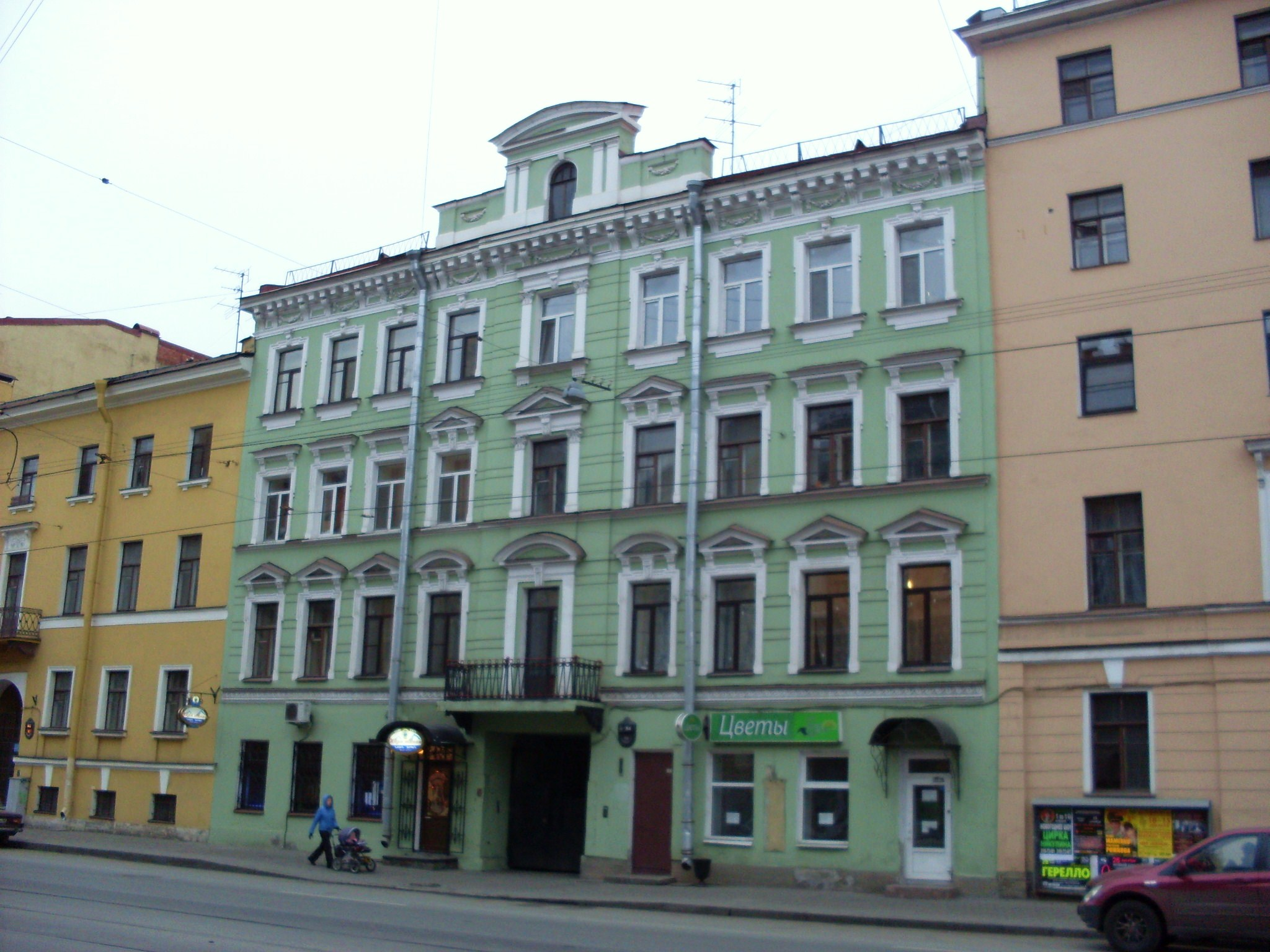
Immeuble no 84
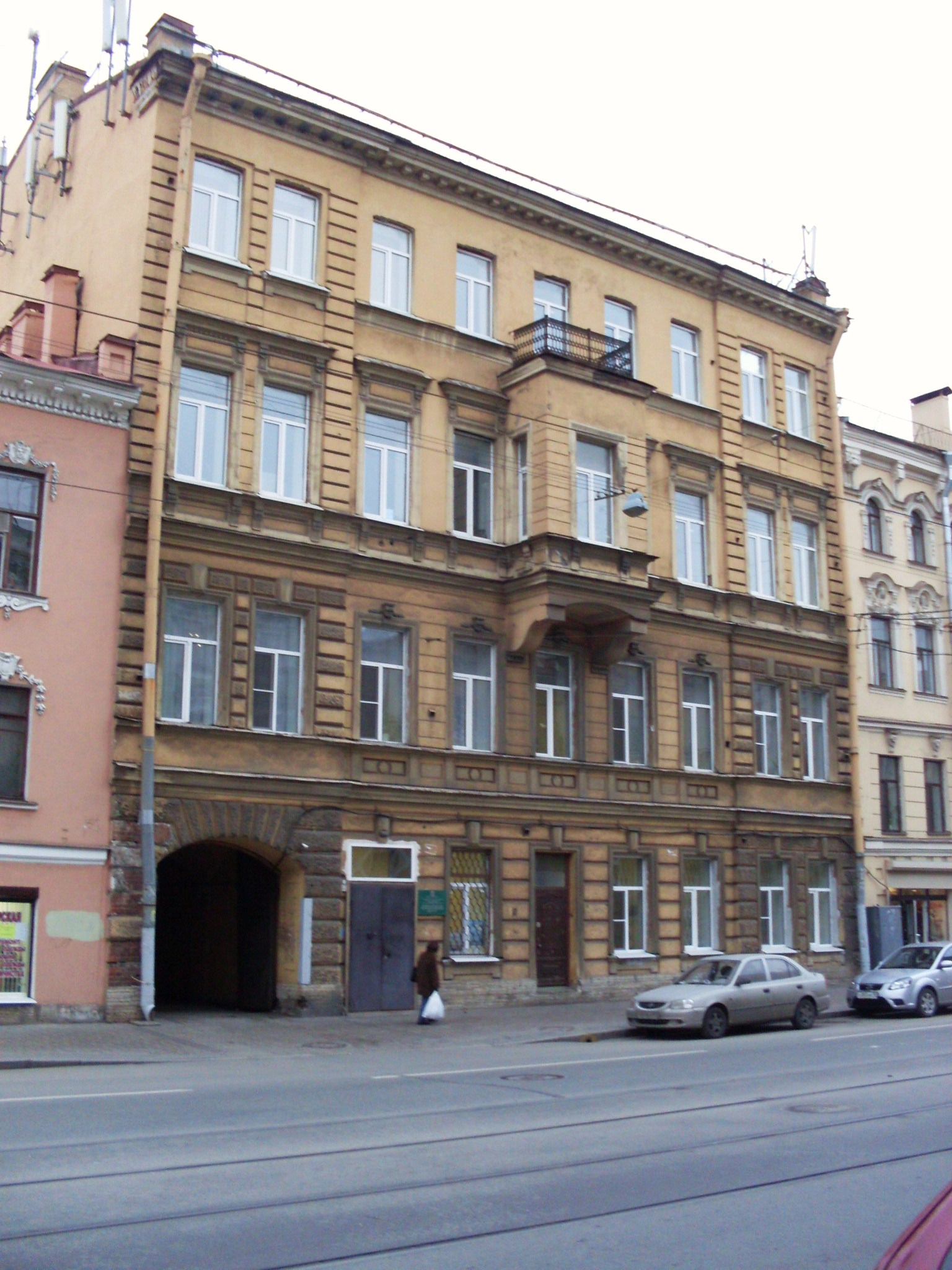
Immeuble no 87
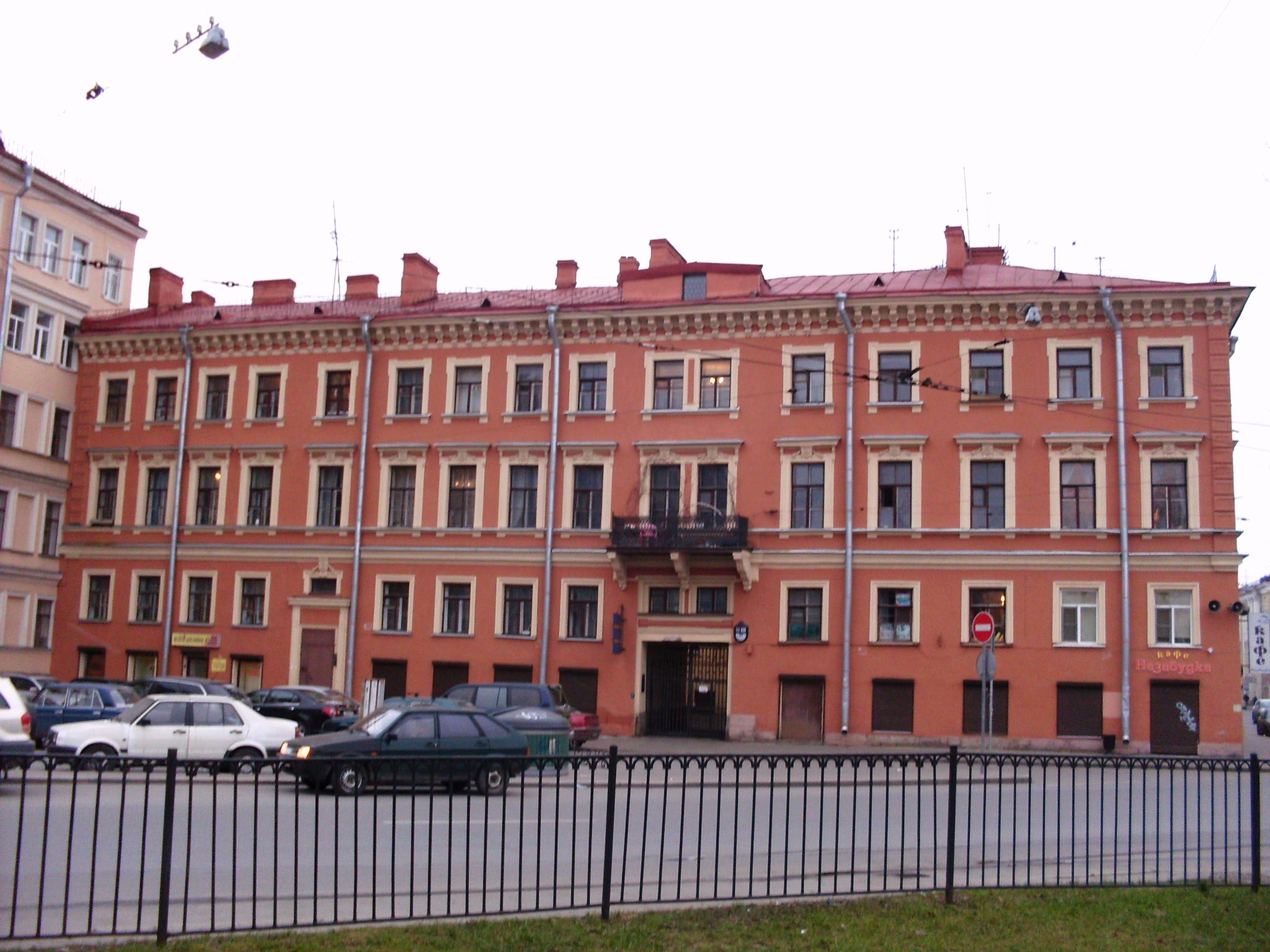
Immeuble no 91
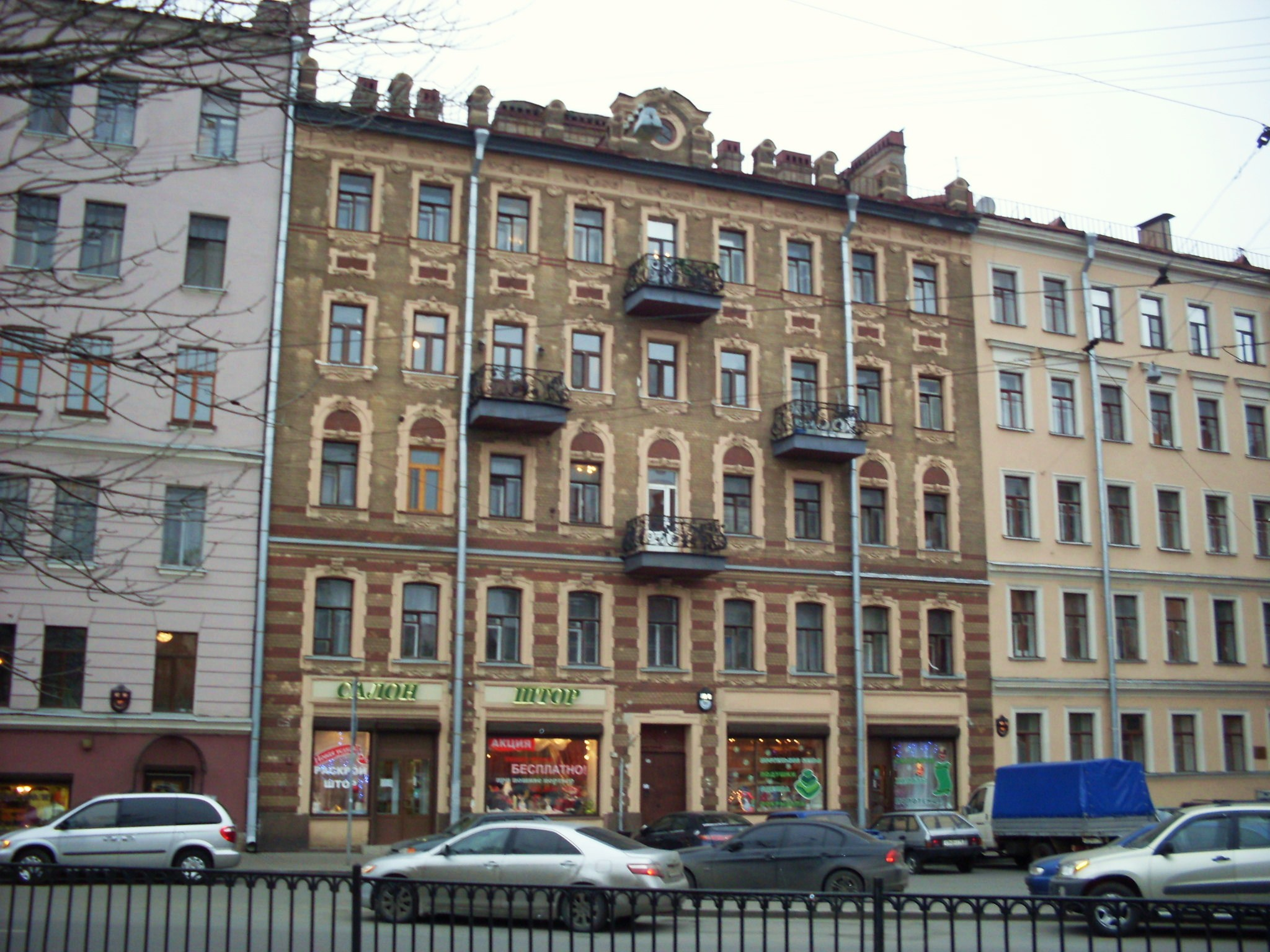
Immeuble no 95

- no 84, immeuble de rapport construit en 1897 par Anastase Rheinboldt.
- no 85, immeuble de rapport construit en 1874 par Vassili Tourgueniev.
- no 86, immeuble de rapport construit en 1839 par Karl-Wilhelm Winckler. On y trouvait un foyer et un atelier pour garçons fondé par Anna Eysmont qui dépendait de la paroisse Saint-Nicolas. Des garçons de 6 à 15 ans y étaient instruits et apprenaient un métier.
- no 87, immeuble de rapport construit en 1893 par Mikhaïl Andreïev.
- no 88, immeuble de rapport Kirikov, construit en 1887-1888 par Ivan Iors, reconstruit en 1910 par Iossif Dolguinov.
- no 89, hôtel particulier néoclassique du capitaine Lisianski (1773-1837), explorateur, construit en 1834 par Makarov. Sa fille le vend en 1844 et il change plusieurs fois de propriétaires. Le lieutenant-colonel Kariakine fait reconstruire la façade en 1897 par Andreïev de manière plus ornée. Il a été restauré en 1988.
- no 90, immeuble de rapport construit en 1860 par Anikine et Webel. Prokofiev y habita avec sa mère à l'appartement no 3, entre 1907 et 1914.
- no 91, immeuble de rapport construit dans les années 1820 et agrandi et réaménagé en 1874 par W. Windelbandt.
- no 92, immeuble de rapport construit en 1900 par S.P.Kondratiev.
- no 93, immeuble de rapport construit en 1900 par V.F.Rodzinski pour le capitaine de premier rang Nicolas Tchaïkovski.
- no 94, à la place d'un immeuble de rapport construit dans le premier tiers du XIXe siècle pour l'épouse du conseiller de collège Kozlowski, l'architecte D.N. Priorov construit en 1877 un nouvel immeuble avec deux oriels appartenant à la générale Mazaraki.
- no 95, immeuble de rapport construit en 1904 en style éclectique par D.P.Riabov.Entre 1913 et 1917 il y avait le cinéma Arlequin.
- no 96, immeuble de rapport construit en 1835 et agrandi en 1883 par A.I.Klimov.
- no 97, immeuble de rapport construit en 1857 par V. Andreïev pour la Société d'expansion de l'épanouissement religieux et moral. La façade est refaite en 1909 par H. von Gola.
- no 98, immeuble de rapport Klimov, construit en 1883 par A.I.Klimov.
- no 99, immeuble de rapport néoclassique construit au XIXe siècle.
- no 100, immeuble de rapport construit en 1856 par Alexandre Zulauf et le fils de David Grimm, Hermann Grimm.

## Ponts
- Pont Kokouchkine

## Source
- (ru) Cet article est partiellement ou en totalité issu de l’article de Wikipédia en russe intitulé « Садовая улица (Санкт-Петербург) » (voir la liste des auteurs).